# ホンダ・HRC・カストロール
ホンダ・HRC・カストロール (ホンダ・エイチアールシー・カストロール、Honda HRC Castrol）はロードレース世界選手権のMotoGPクラスに参戦する、ホンダ・レーシング (HRC) 直轄のワークス・レーシングチーム。この項目では1982年のHRC設立以降の最高峰クラスでのワークスチームの活動について記す。
2024年までスペイン企業レプソル YPFのスポンサードを受けレプソル・ホンダ (Repsol Honda) と呼ばれていたが、2025年より新たにカストロールをタイトルスポンサーに迎え、ホンダ・HRC・カストロールの名で参戦している。

## 沿革

### HRC設立初期（1982年 - 1984年）
1982年9月1日にHRCが設立され、ホンダのワークスチーム運営を本田技術研究所から引き継ぐ。この年は第7戦スパ・フランコルシャンでフレディ・スペンサーが2ストローク3気筒のNS500で初優勝を果たし、年間2勝を挙げシリーズ3位に入った。チームメイトの片山敬済は第10戦アンデルストープで日本人2人目の500ccクラス優勝を挙げ､シリーズ7位に入った。
翌1983年にスペンサーはヤマハのケニー・ロバーツと激しいタイトル争いを展開。年間12戦のうち6勝ずつを分け合った結果、わずか2ポイント差でスペンサーがホンダに500ccクラス初チャンピオンをもたらした。片山はシリーズ5位に入る。
1984年、チームはV4エンジンのNSR500を投入。スペンサーはレースによってNSとNSRを使い分けたが、シリーズ4位に終わった。

### ロスマンズ・ホンダ時代（1985年 - 1993年）

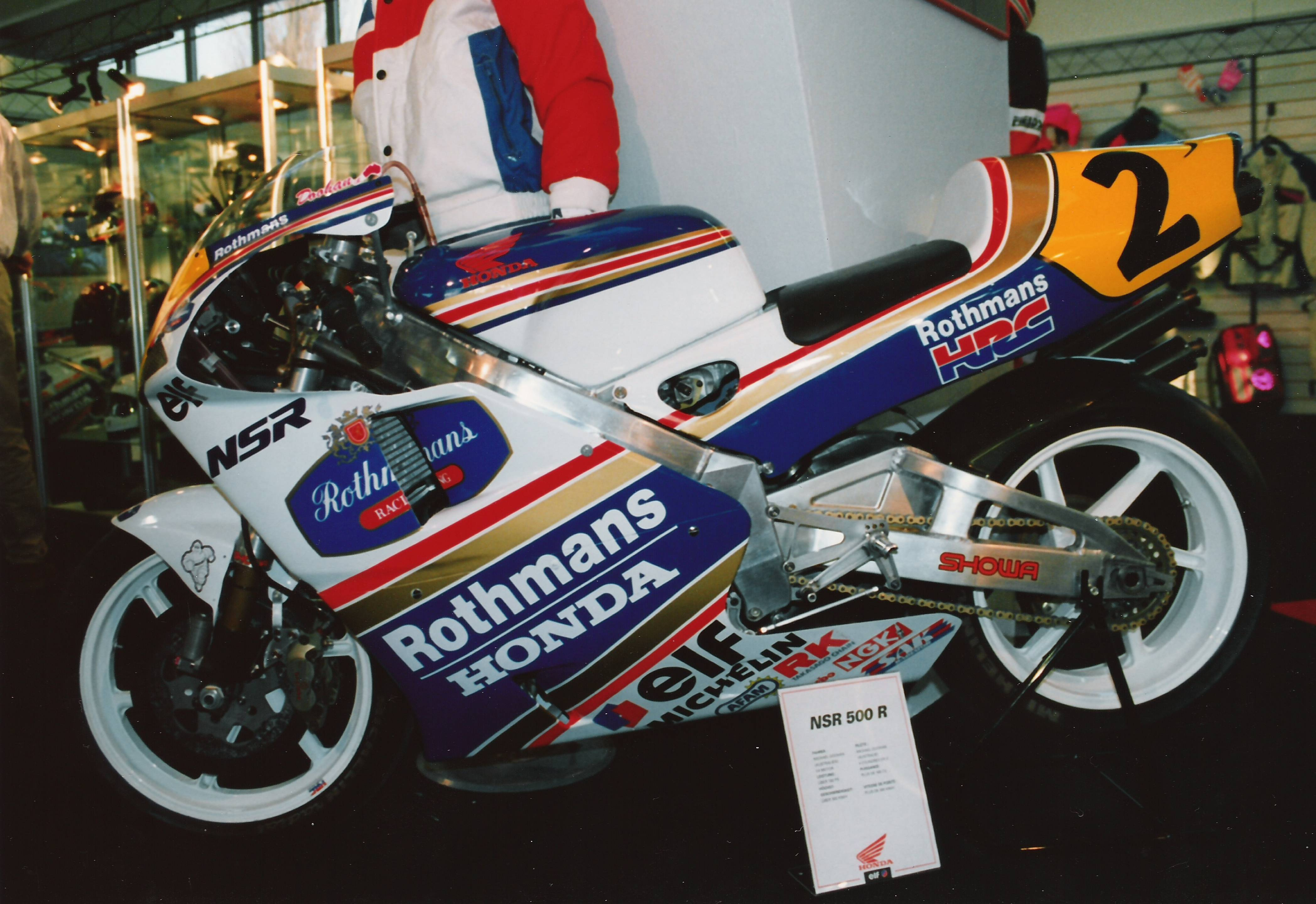
1993年仕様のNSR500

1985年よりイギリスのたばこブランド「ロスマンズ (Rothmans)」がメインスポンサーに就き、HRCはロスマンズ・ホンダとして世界選手権を戦うことになった。この年はマシンをNSRに統一したスペンサーがチャンピオンに返り咲く。またこの年スペンサーは250ccクラスにも参戦し、そちらでもチャンピオンを獲得している。
1986年にはワイン・ガードナーがチームに加入。開幕戦で右手首を負傷したスペンサーはその後シーズンを欠場、代わってエースライダーとなり奮闘したガードナーはヤマハのエディ・ローソンとチャンピオン争いを繰り広げ、3勝を挙げシリーズ2位に入った。また八代俊二がスペンサーの代役を務め、シリーズ13位に入った。
1987年にガードナーはラッキーストライク・ヤマハのランディ・マモラとチャンピオン争いを展開、シーズン7勝を挙げ自身初のチャンピオンを獲得した。八代はシリーズ9位に入った。
1988年仕様のマシンは設計に問題があり、ガードナーは苦戦。シリーズ後半には持ち直したもののタイトル防衛をできずにシリーズ2位に終わった。この年がGPフル参戦最後となる八代はシリーズ13位で終わった。
1989年にはガードナーのチームメイトにルーキーのミック・ドゥーハンが加入する。この年の主役はHRCのロスマンズ・ホンダチームではなくアーヴ・カネモト率いるロスマンズ・カネモト・ホンダチームのエディ・ローソンだった。前年はヤマハで3度目のチャンピオンを獲得し、この年ホンダへ移籍したローソンは4勝を挙げタイトル連覇を果たした。一方ガードナーは第3戦ラグナ・セカで右足骨折の重傷を負い、満足にシーズンを戦えずシリーズ10位に終わった。ドゥーハンはシリーズ9位でデビューシーズンを終える。
1990年はガードナーは一時的にカネモト・チームからの出場になったが、ケガの影響が残りシリーズ5位と苦戦、一方のドゥーハンは第14戦ハンガロリンクで初優勝を果たし年間シリーズ3位に入る活躍を見せた。
1991年はヤマハのウェイン・レイニー、スズキのケビン・シュワンツと三つ巴の激しいタイトル争いを展開したドゥーハンが3勝を挙げシリーズ2位に入った。一方のガードナーはケガの影響が残り、未勝利でシリーズ5位に終わる。
1992年、エースライダーとしての地位を確立させていたドゥーハンには、新たに不等間隔位相同爆方式のニューエンジン（通称ビッグバン・エンジン）が与えられる。開幕4連勝を飾ったドゥーハンに初のタイトル獲得が期待されたが、第8戦アッセンの予選で転倒し右足に重傷を負う。この後長い間彼を苦しめることになるこの怪我によって、ドゥーハンはシリーズ終盤の4戦を欠場し、ヤマハのレイニーにチャンピオンシップを逆転されてしまう。ケガの癒えないまま最終戦キャラミに強行出場し再逆転を目指すが、レイニーに先行されわずか4ポイント差でチャンピオンを逃す。一方のガードナー(1990年と同じく金本・チームからの出場)は開幕戦でまたも右足を骨折し数戦を欠場、復帰後の第11戦ドニントンでこの年限りでGPを引退することを発表した。ガードナーはそのドニントンで優勝を飾り、自らの引退に花を添えた。
1993年は引退したガードナーの代わりに同じオーストラリア出身のダリル・ビーティーが加入、さらにルーキーの伊藤真一が抜擢されてロスマンズ・ホンダは3台体制となった。怪我の後遺症に苦しみ、左手の親指でリアブレーキを操作する特別仕様のマシンでシーズンを戦ったドゥーハンは、シーズン1勝・シリーズ4位に終わった。ビーティーも同じく1勝でシリーズ3位、伊藤はシリーズ7位でデビューイヤーを終えた。

### ホンダ・チーム・HRC時代（1994年）
1993年限りでロスマンズがメインスポンサーから撤退（F1のウィリアムズに移行）。HRCは1984年までのワークスカラーである赤・青・白のトリコロールに戻り、1994年シーズンを戦うことになった。大分怪我が癒えたドゥーハンは6連勝を含むシーズン9勝という圧倒的な強さで念願の初チャンピオンに輝く。これから長く続くドゥーハン専制時代の幕開けであった。ビーティーに代わりチームに加入したアレックス・クリビーレはシリーズ6位、伊藤はシリーズ7位に入った。

### レプソル・ホンダ時代（1995年 - 2024年)
1995年よりスペインのレプソルYPFがメインスポンサーに就き、チームはレプソル・ホンダとしてシーズンを戦うことになった。ドゥーハン、クリビーレ、伊藤のライダーラインナップは変わらなかった。ドゥーハンは第12戦ブエノスアイレスでシーズン7勝目を挙げシリーズ2連覇を決める。クリビーレは1勝を挙げシリーズ4位、伊藤は続いてシリーズ5位に入った。
1996年シーズン、チームは4台体制に規模を拡大する。ドゥーハンとクリビーレが引き続きNSR500に乗り、伊藤と新加入の岡田忠之は新しいV型2気筒エンジン車のNSR500Vの開発を兼ねて参戦する体制となった。シーズン8勝を収めたドゥーハンがシリーズ3連覇を飾り、2勝を収めたクリビーレはシリーズ2位に入る。岡田はシリーズ7位、伊藤はシリーズ12位で終わる。伊藤はこの年が最後のGPフル参戦となった。
1997年も4台体制は継続し、ドゥーハン、クリビーレ、岡田がNSR500を駆り、新たに青木拓磨がNSR500Vを駆った。ドゥーハンは一人だけ新開発の等間隔爆発エンジン(スクリーマー・エンジン)を使用した。レプソル・ホンダはチームとして15戦全勝を果たし、なかでもドゥーハンは年間12勝という手のつけられない強さを見せて、これまでジャコモ・アゴスチーニが保持していたシーズン最多勝記録を更新してシリーズ4連覇を果たす。岡田は第14戦のセントゥールで自身の初優勝を果たしてシリーズ2位に入る。クリビーレは2勝を収めたが、第7戦アッセンで重傷を負ってしまい5戦を欠場、シリーズ4位に終わった。拓磨はシリーズ5位に入った。第2戦鈴鹿、第3戦ヘレス、第9戦ニュルブルクリンク、第14戦セントゥールの4レースでは、レプソル・ホンダのライダーが表彰台を独占する活躍を見せた。
1998年シーズンは拓磨に代わりセテ・ジベルナウがNSR500Vに乗る4台体制になった。NSR500勢は3人ともスクリーマー・エンジンを使用することになった。ドゥーハンは年間8勝を収め、第13戦フィリップアイランドで地元のファンを前にシリーズ5連覇の偉業を達成した。2勝を収めたクリビーレはシリーズ2位に入った。岡田は第4戦ムジェロで手首を骨折してしまい3戦を欠場、シリーズ8位に終わる。ジベルナウはシリーズ11位だった。
1999年、チームはマシン・ライダーとも前年度と同じ体制を継続する。6連覇のかかったドゥーハンは第3戦ヘレスの予選中に激しく転倒し重傷を負う。シーズンの残りを欠場することになり、結局そのまま現役を引退することになった。代わってエースライダーの責を負うことになったクリビーレはシーズン6勝を挙げ、1戦を残して第15戦リオで自身初のチャンピオンを決めた。岡田はシーズン3勝を挙げ、シリーズ3位に入る。ドゥーハンの欠場後はNSR500に乗ることになったジベルナウはシリーズ5位に入った。第6戦カタルニアでは1位クリビーレ、2位岡田、3位ジベルナウで表彰台を独占した。
2000年はクリビーレ、岡田、ジベルナウが残留し、NSR500の3台体制を継続することになった。この年チームは大苦戦し、エースのクリビーレはわずか1勝でシリーズ9位に終わる。岡田はシリーズ11位、ジベルナウは15位に沈んだ。一方、1983年よりチームに在籍し続けたチーフエンジニアのジェレミー・バージェスは、バレンティーノ・ロッシの500ccクラスデビューのために作られた新チーム “ナストロ・アズーロ・ホンダ”に移籍し、ロッシのデビューイヤー・シリーズ2位獲得に貢献した。
2001年シーズンは2台体制となり、クリビーレのチームメイトに宇川徹が加入したが苦戦は続き、クリビーレはわずか2回の表彰台でシリーズ8位に終わる。宇川は第2戦キャラミで3位表彰台を獲得しシリーズ10位だった。一方ロッシとバージェスのナストロ・アズーロ・ホンダは2年目にしてワールドチャンピオンを獲得する大活躍を見せた。

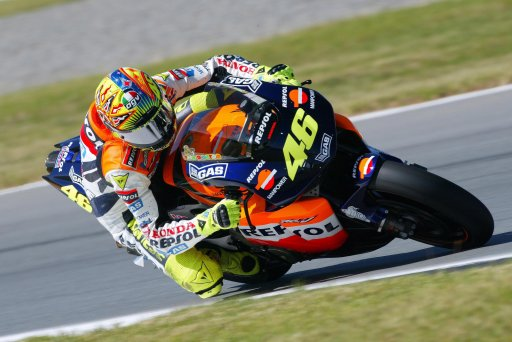
RC211Vを駆るバレンティーノ・ロッシ

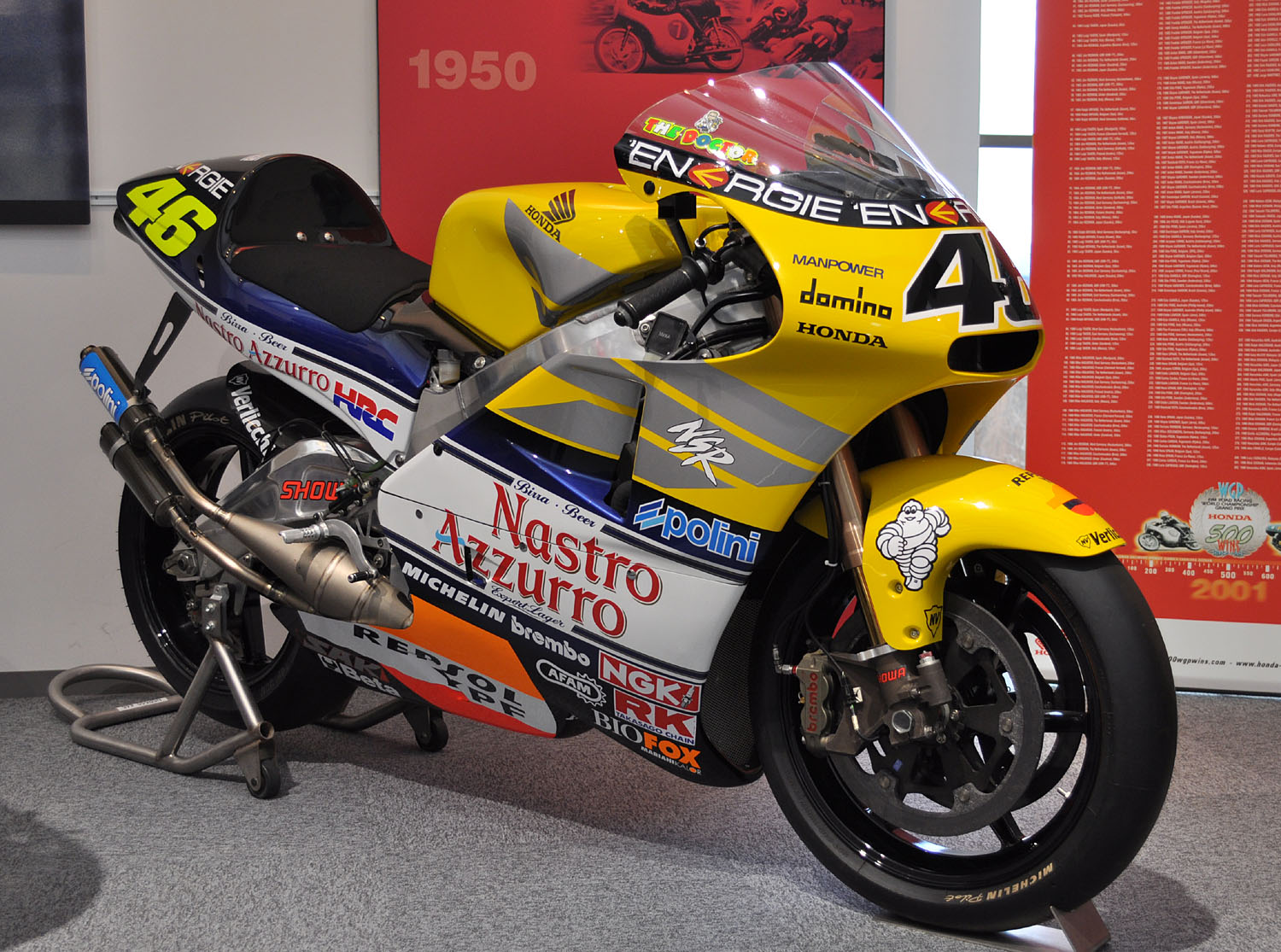
2001年にロッシがナストロ・アズーロ・ホンダにて使用したNSR500

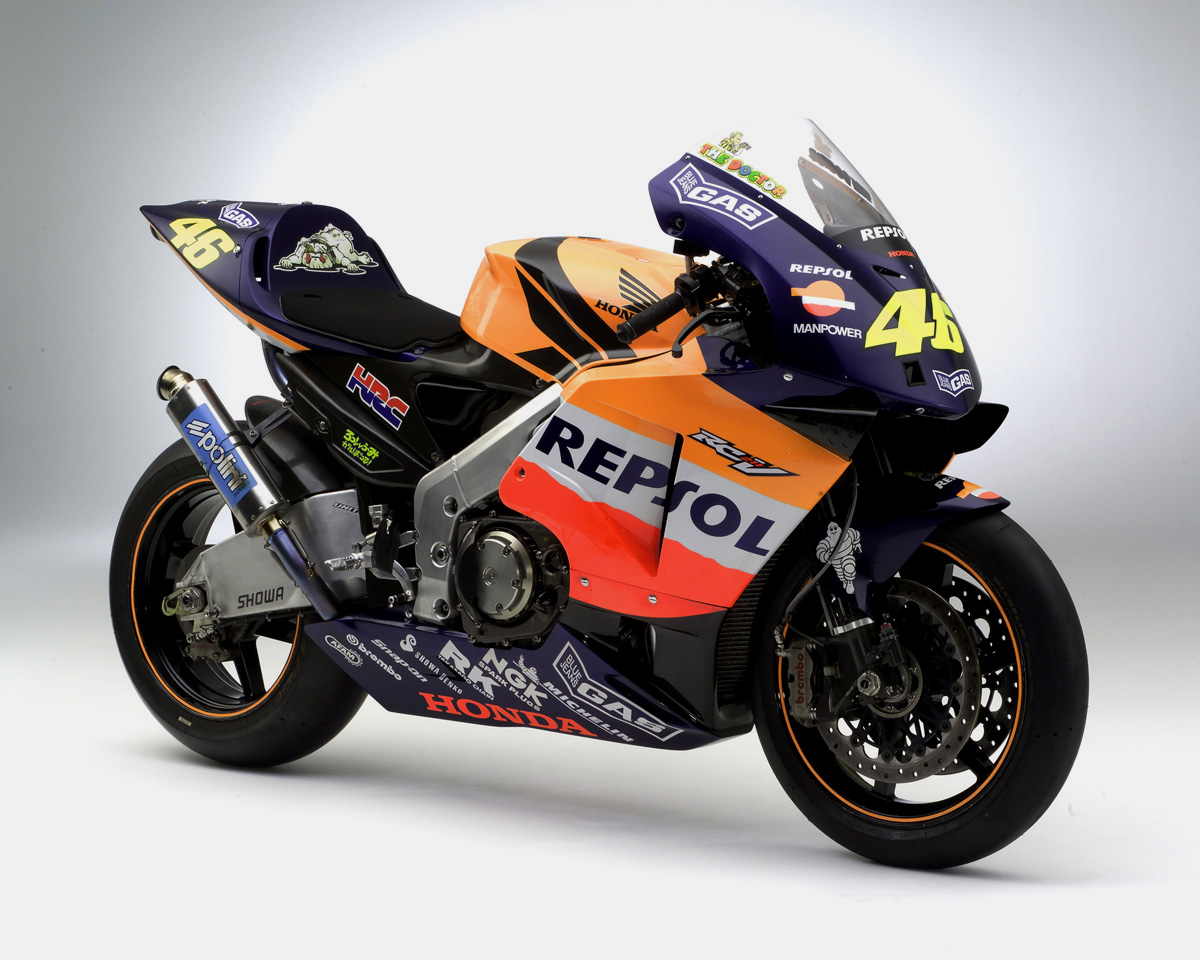
レプソルホンダにてロッシが使用したRC211V

500ccクラスがMotoGPクラスへと改編された2002年、バレンティーノ・ロッシはワークスチームのレプソルホンダに移籍し、宇川と共に新しい4ストローク990ccマシンのRC211Vを駆ることになった。バージェスも同時にチームに復帰している。当初はRC211Vはワークスチームの2人だけが使用していたが、シーズン終盤にはサテライトチームライダーのアレックス・バロスや加藤大治郎にも供給された。ロッシはシーズン11勝を挙げる圧倒的な強さを見せ、4戦を残してシリーズ2連覇を決めた。宇川は1勝・8回の表彰台を獲得し、シリーズ3位に入った。
2003年には宇川に代わり、前年度のAMAスーパーバイクチャンピオンのニッキー・ヘイデンがロッシのチームメイトになった。ロッシはシーズン9勝・全てのレースで表彰台を獲得する強さを見せ、2戦を残してシリーズ3連覇を決めた。ヘイデンは2回表彰台を獲得しシリーズ5位でデビューシーズンを終えた。
2004年シーズン、ロッシはバージェスを引き連れてヤマハに移籍し、代わりにベテランのアレックス・バロスがヘイデンのチームメイトになった。2人とも勝利を挙げることは出来ず、バロスはシリーズ4位、ヘイデンは5位に終わった。
2005年にはバロスに代わりマックス・ビアッジがヘイデンのチームメイトになる。ヘイデンは地元のラグナ・セカで初優勝を果たし、シリーズ3位に入った。ビアッジは未勝利でシーズン5位に終わり、この年限りでMotoGPのシートを失った。
2006年のヘイデンのチームメイトには、前年の250ccクラスチャンピオンのダニ・ペドロサが加入した。ヘイデンはチャンピオン争いをリードしていたが、第16戦ポルトガルGPでペドロサがヘイデンを無理に抜こうとして両者がクラッシュ、リタイアする最悪の展開となってしまい、最終戦を前にバレンティーノ・ロッシにチャンピオンシップのリードを許すことになった。しかし最終戦バレンシアGPではスタートに失敗したロッシが5周目に転倒、レースに復帰するも下位に沈み、マージンを得たヘイデンは3位をキープする安全策で自身初のワールドチャンピオンに輝いた。年間勝利数はわずか2勝だがほかに8回表彰台を獲得し、前述のエストリル以外では完走・ポイントゲットを果たす安定度で得たチャンピオンだった。ペドロサはシーズン2勝・シリーズ5位で最高峰クラスへのデビューシーズンを終えた。
2007年シーズンもヘイデンとペドロサのペアは継続し、新たに800ccのRC212Vでシーズンを戦うことになった。当初はマシンのパフォーマンスは今ひとつだったが、シーズン中盤には改善し強さを見せていった。ペドロサは2勝を挙げシーズン2位に入ったが、前年度チャンピオンのヘイデンはマシンへの順応に苦しみ未勝利でシリーズ8位に沈んだ。
2008年シーズンもライダーに変更はなかった。シーズン途中にペドロサがタイヤをブリヂストンに変更することになり、ヘイデンは引き続きミシュランタイヤを使用し続けたため、互いのタイヤデータの漏洩を防ぐため、チームのガレージには2人を隔てる壁が設置されることになった。フィアット・ヤマハチームでもシーズン当初から同様の事態が発生している（ロッシがブリヂストン、ロレンソがミシュラン）。ペドロサはシーズン2勝・シリーズ3位、ヘイデンはまたも未勝利でシリーズ6位に終わった。ヘイデンはこの年限りでチームを去り、ドゥカティ・マルボロチームに移籍することになった。
2009年はヘイデンに代わりアンドレア・ドヴィツィオーゾがペドロサのチームメイトになりシーズンを戦った。ペドロサは前年と同じくシーズン2勝・シリーズ3位、ドヴィツィオーゾは第10戦イギリスGPで初優勝を挙げてシリーズ6位となった。またドヴィツィオーゾ車のサスペンションは第13戦サンマリノGPより、長年チームが使い続けてきたショーワからオーリンズ製に変更された。
2010年もペドロサ・ドヴィツィオーゾの体制を継続。このシーズンからは、ペドロサもオーリンズ製サスペンションを使用することになった。この年からホイールも自社(HRC)製からマルケジーニ製に変更されている。ペドロサは第14戦日本GP金曜フリー走行でのマシントラブルで鎖骨を骨折し3レースを欠場したものの、シーズン4勝を挙げて年間ランキング2位を記録した。ドヴィツィオーゾは未勝利でシリーズ5位となった。
2011年シーズンは、ドゥカティワークスよりケーシー・ストーナーが移籍しチームに加入する。これにより、レプソル・ホンダは2000年以来となる3台体制を築くこととなった。ストーナーが10勝を挙げると同時に、第2戦と決勝が中止された第17戦以外の全てのレースで表彰台に上がるなど圧倒的な速さで2007年以来の2度目のシリーズチャンピオンとなり、ドヴィジオーゾは優勝こそなかったものの、17戦で15レースをトップ5でゴールする安定性を見せ、自己ベストとなるランキング3位、ペドロザは第4戦での転倒で3戦を欠場したものの3勝を挙げランキング4位となり、レプソル・ホンダチームのチームタイトルとホンダのコンストラクターとストーナーのライダーと合わせ2006年以来のチャンピオン3冠をヤマハから奪い返した。
2012年シーズンは、ドヴィツィオーゾがヤマハへ移籍したことで再び2台体制に戻る事となった。この年はストーナーが5勝、ペドロサが7勝を挙げるものの、両者転倒による負傷で欠場などもありチャンピオンを逃し、ペドロサがシリーズ2位、ストーナーはシリーズ3位という結果で終わった。
2013年シーズンは、前年限りで現役引退したストーナーに代わり、前年のmoto2クラスチャンピオンであるマルク・マルケスが加入した。マルケスは第2戦で早くも優勝を飾ると、シーズン6勝を挙げると共に、ノーポイントとなった第5戦と第16戦以外は全て表彰台に上がるというルーキーらしからぬ安定感と速さでチャンピオンを獲得した。ペドロサは3勝を挙げたものの、前年同様に転倒による怪我で欠場もありシーズン3位で終えた。チームとしてはホンダのコンストラクターズタイトルは獲得したものの、チームタイトルを逃す結果となった。
2014年シーズンも前年同様のマルク・マルケス、ダニ・ペドロサの2名体制を継続。マルケスが開幕戦から破竹の10連勝を挙げると共に、97年にドゥーハンが記録したシーズン最多勝を更新する13勝で2年連続のチャンピオンを獲得した。ペドロサはシーズン1勝（この勝利がマルケスの連勝を止めることとなったが、結果的にチームとしては11連勝となった）に終わると共に、終盤2戦でのリタイアも響きシーズン4位という結果に終わった。この年は2年ぶりのチャンピオン3冠を獲得している。また、この年の12月からベルギーからバルセロナ郊外にあるモンテッサ・ホンダの拠点に本部を移転した。
2015年シーズンも同じ体制で参戦。マルケスは5勝したがリタイア数が6回と上回り、ペドロサも腕の治療により序盤3戦を欠場したため終盤に2勝を挙げたものの、ヤマハの2人に差をつけられる形となりタイトルは得られず、シーズン成績はマルケスが3位でペドロサが4位となる。
2016年シーズンも体制を継続し参戦。優勝者が多数現れる大混戦となったが。シーズンを通して好調だったマルケスは日本GPでの5勝目でチャンピオンを獲得する。メーカータイトルもサテライト勢の活躍により獲得したが、ペドロサが1勝でランキング6位にとどまり終盤には転倒で欠場したため、チームとしての成績を上げることはできず3冠は逃してしまった。

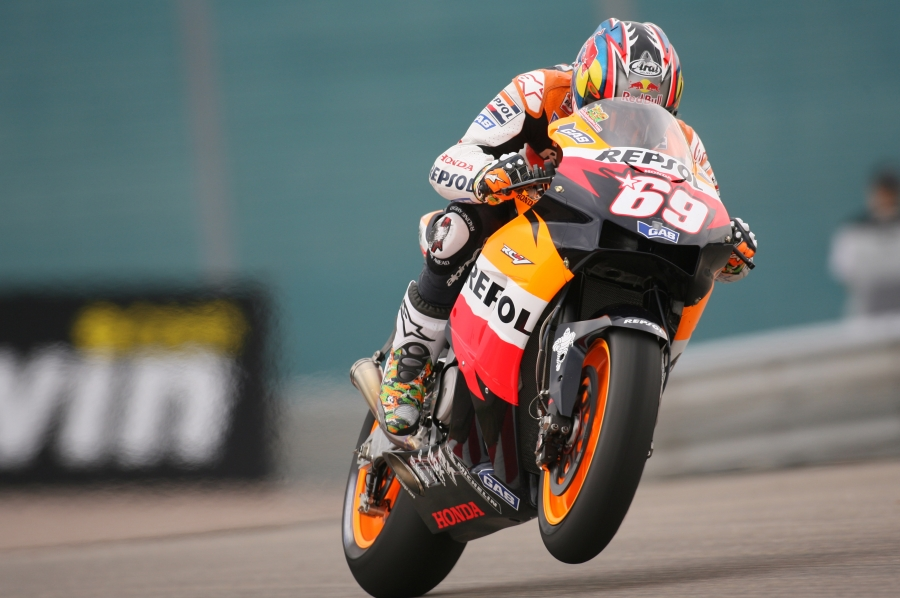
RC211V（ニッキーヘイデン車）

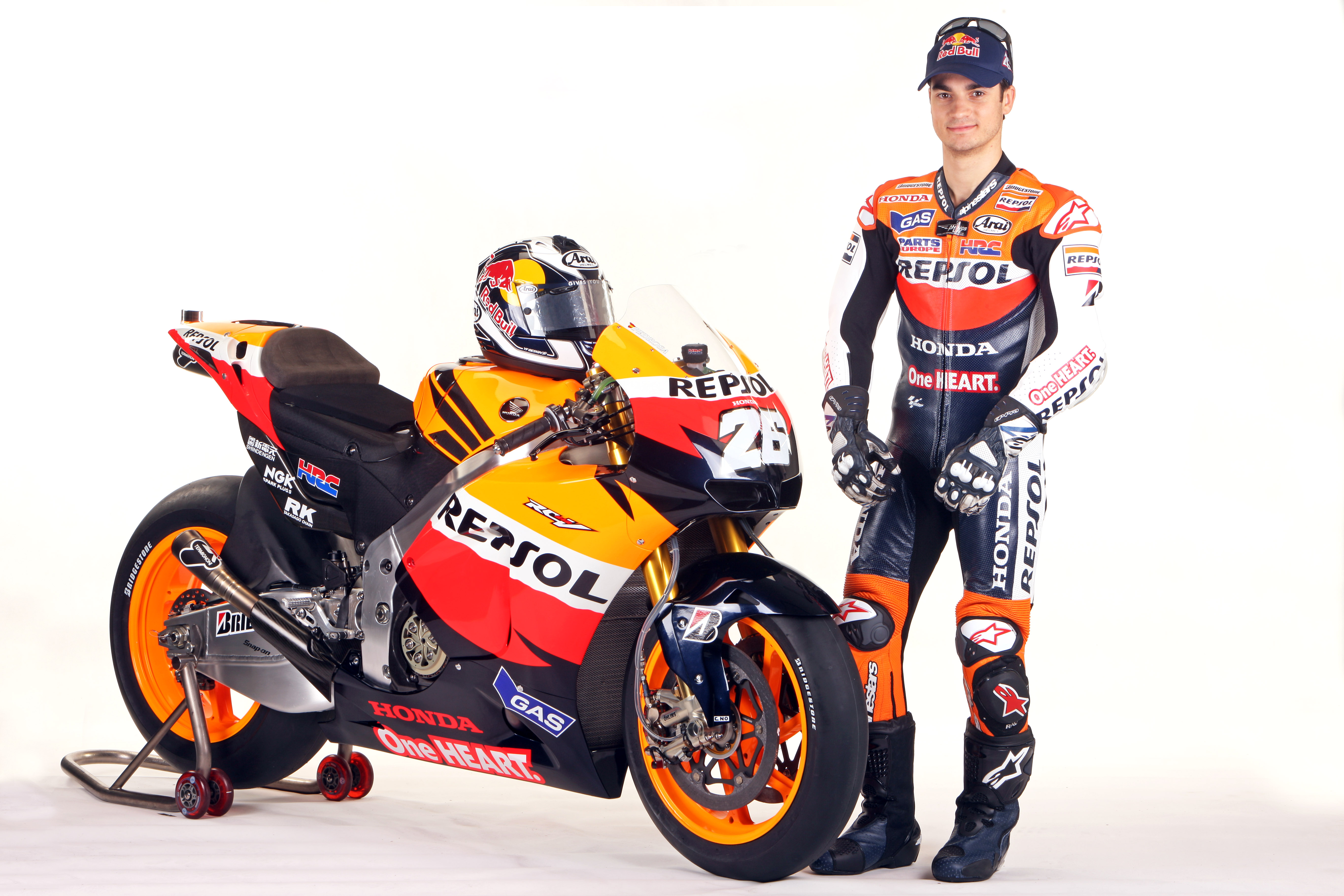
RC212V（ペドロサ車）

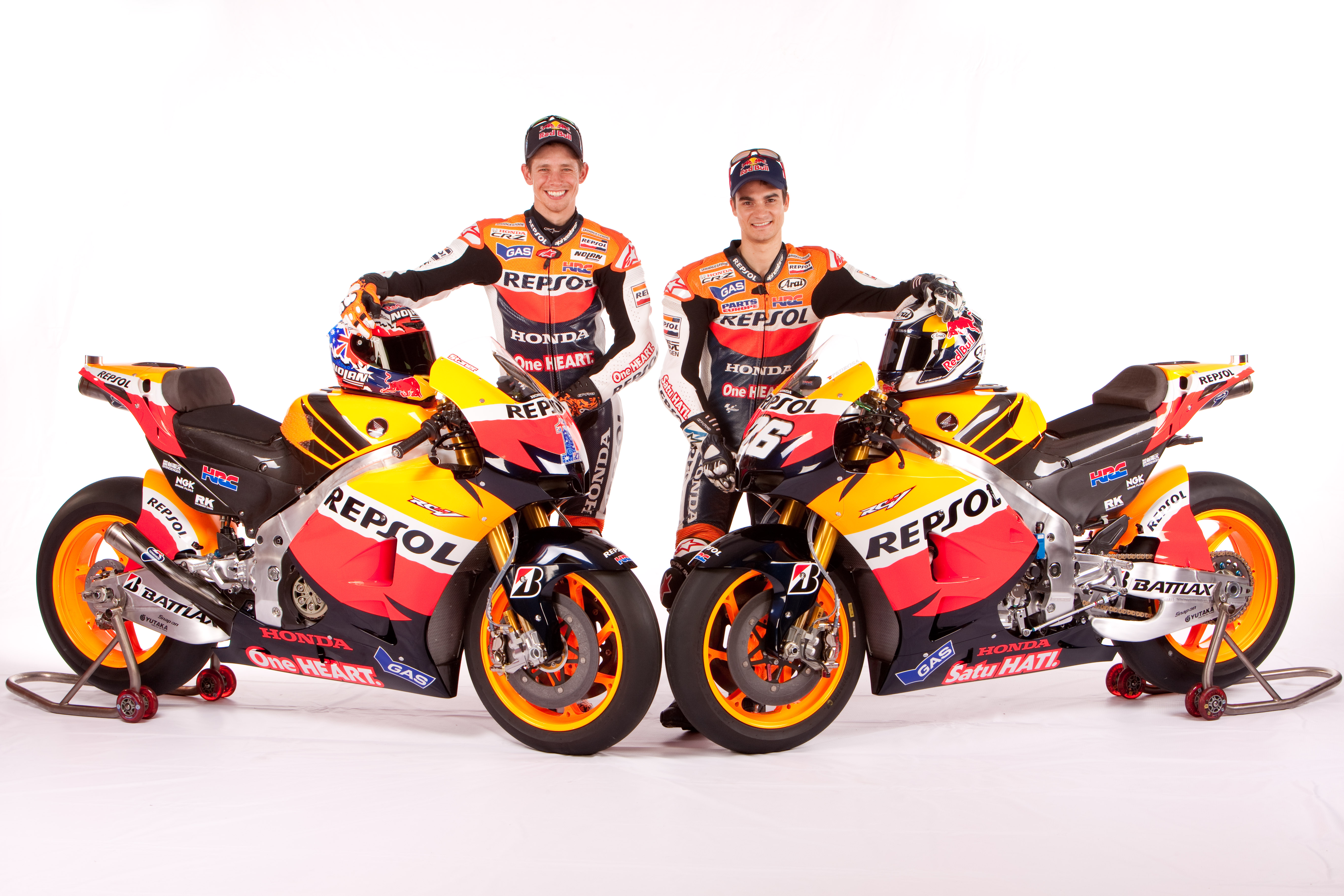
2012年シーズンのストーナー＆ペドロサ

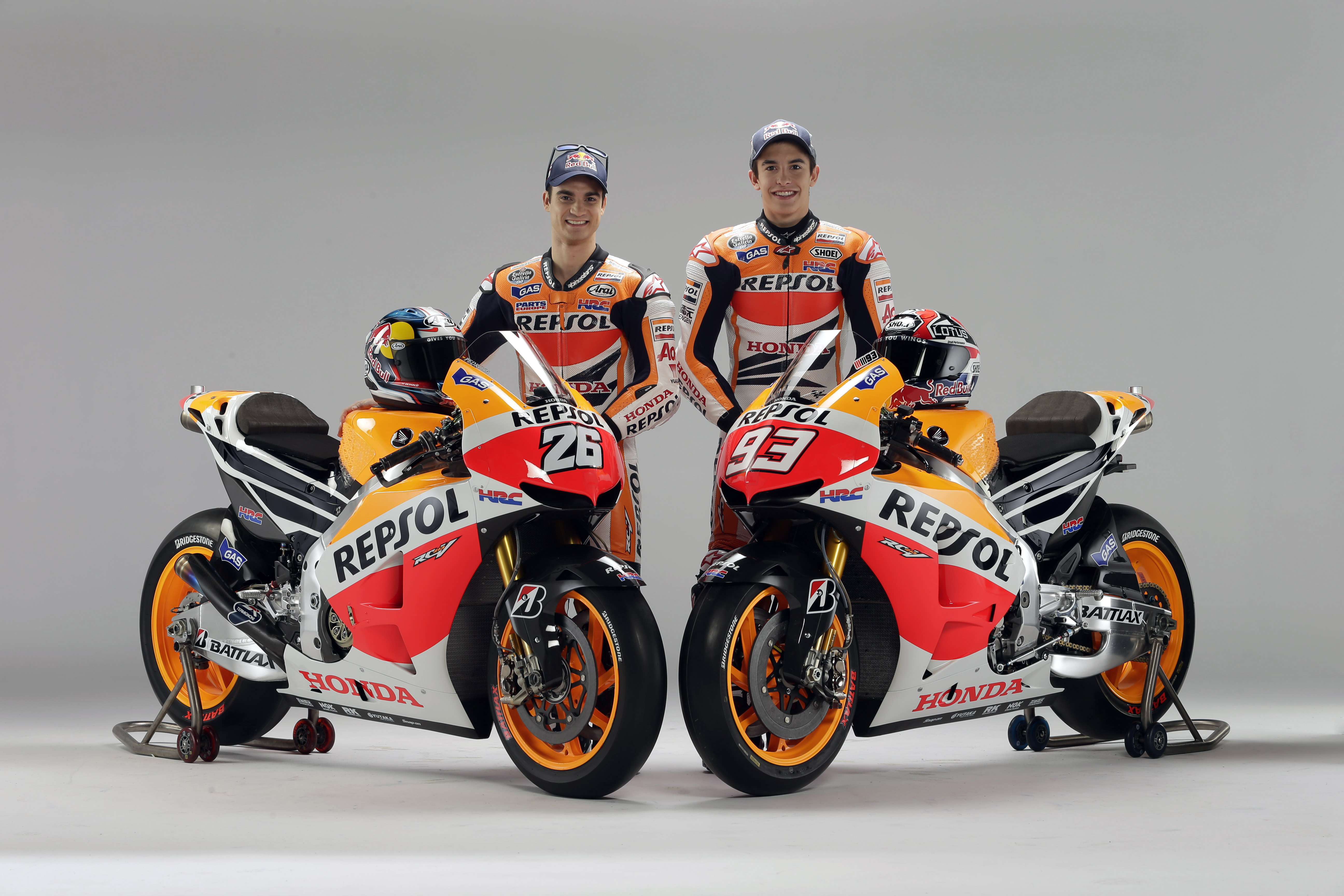
2013年シーズンからペドロサのチームメイトとしてマルク・マルケスが加入

2020年シーズンは、前年に引退したホルヘ・ロレンソの後任として、マルク・マルケスの弟であるアレックス・マルケスが加入し、異例の兄弟体制となる。マルケス兄は、第2戦のスペインGPでの決勝レースでクラッシュを喫し右上腕骨を骨折し、手術を受ける。第3戦のアンダルシアGPもフリー走行に出走するが、無理が祟り骨折箇所に埋め込んだチタン製プレートが破損し再手術することになったため、レースへ復帰することは叶わずシーズンを終えた。彼の代役には、ステファン・ブラドルが参戦した。ブラドルは昨年も急遽オランダGPを欠場したロレンソの代役として、同チームから参戦した事がある。期待されていたが、結果は昨年と変わらずシーズンを終えた。一方マルケス弟は、序盤は最高峰クラス初参戦であることと、マシンとの相性に慣れてないという点で入賞はなかったが、終盤までもつれ込むと、2戦連続で表彰に立つことができた。しかし、序盤での結果が響き、年間ランキングは14位に終わった。結果として2004年以来の未勝利となり、チームランキングも9位、マニュファクチャラーズランキング5位に沈むという最悪のシーズンとなった。
2021年シーズンは、レッドブル・KTM・ファクトリーレーシングからポル・エスパルガロがアレックスと代わって加入する。マルケスは第3戦ポルトガルGPで9か月ぶりにチームに復帰し(7位)、第8戦ドイツGPで1年半ぶりの優勝を飾った。第17戦アルガルヴェGPを前にオフロードトレーニング中に転倒を喫して頭部を強打したためこのグランプリを含めた終盤2戦を欠場。チームランキング5位でシーズンは終えた。

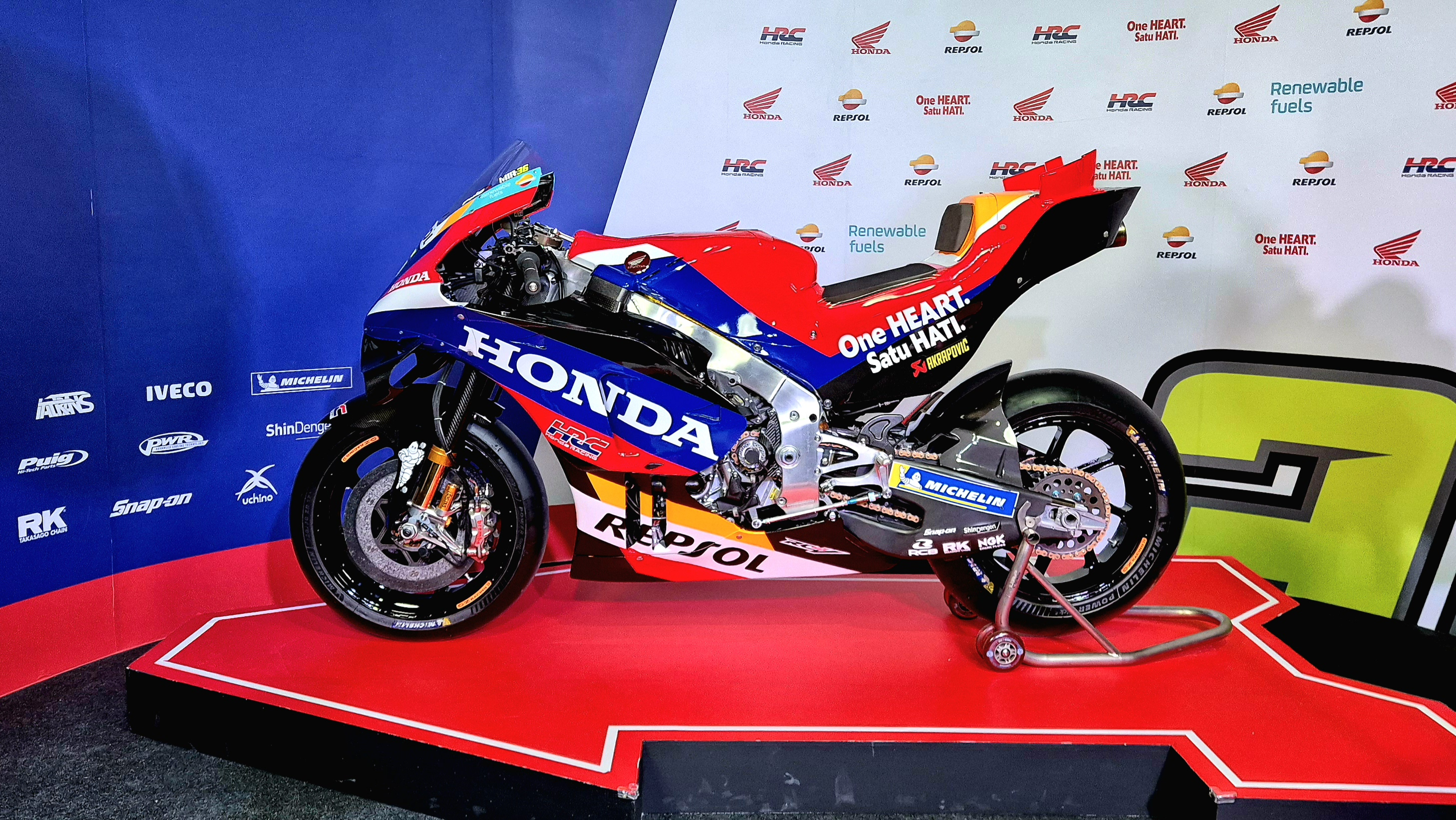
レプソルホンダ最終年のカラーリング

2024年シーズンは、10年間所属していたマルケスが離脱し、ロッシの異父弟であるルカ・マリーニが後任として加入した。また2024年9月8日付発表で30年間メインスポンサーを務めたレプソルが今シーズンを持ちメインスポンサー契約を終えることを発表した。MotoGPホンダワークスチームとしてレプソル・ホンダの名称は2024年限りで終結することとなった。

### ホンダ・HRC・カストロール時代（2025年 - ）
2024年をもって長らくMotoGPワークチームのメインスポンサーを務めたレプソルが撤退。メインスポンサーがカストロールとなり、エントリーチーム名を「Honda HRC Castrol」に変更し2025年シーズンから引き続きRC213Vを用いて戦っていくこととなった。前2024シーズンと変更なく監督はアルベルト・プーチ、ライダーは、ジョアン・ミルとルカ・マリー二の2名体制で参戦となる。またマシンカラーリングは、Hondaのイメージカラーでもある赤・青・白が際立つトリコロールで車体の側面にHondaロゴを大きくあしらったデザインとなった。

## 車両ギャラリー
- NS500（1982年 - 1983年）

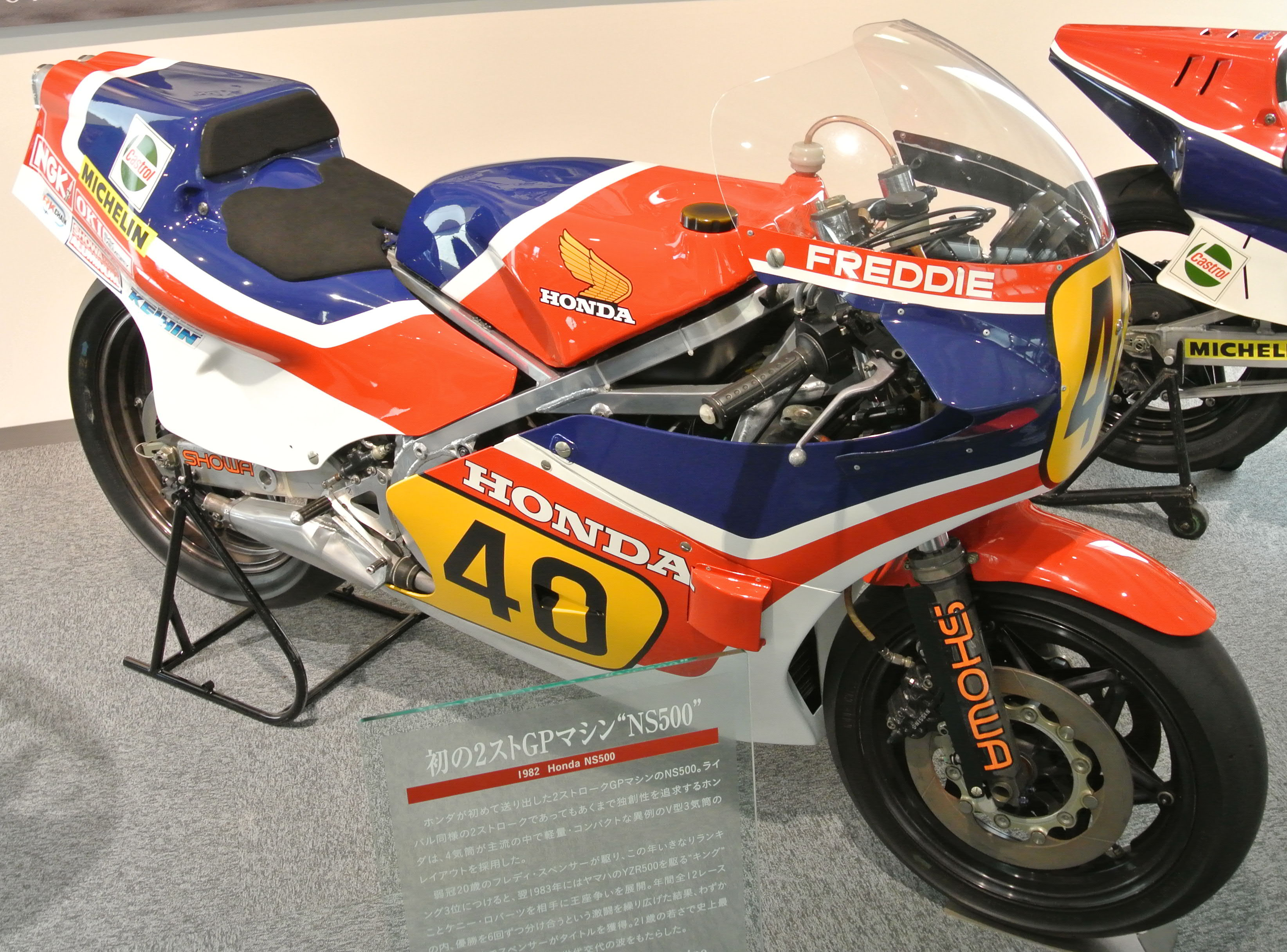
1982年 フレディ・スペンサー
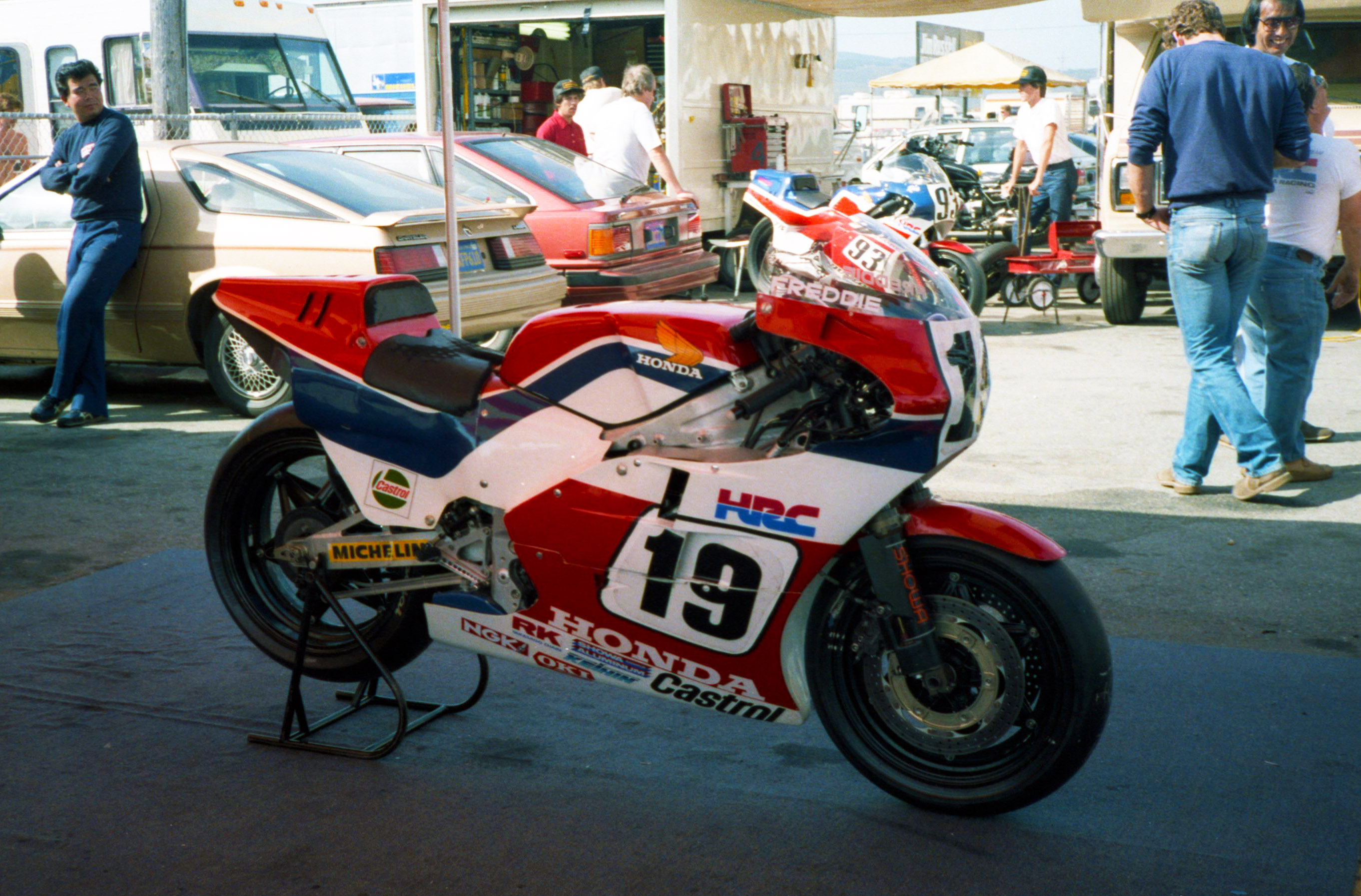
1983年 フレディ・スペンサー

- NSR500（1984年 - 2001年）

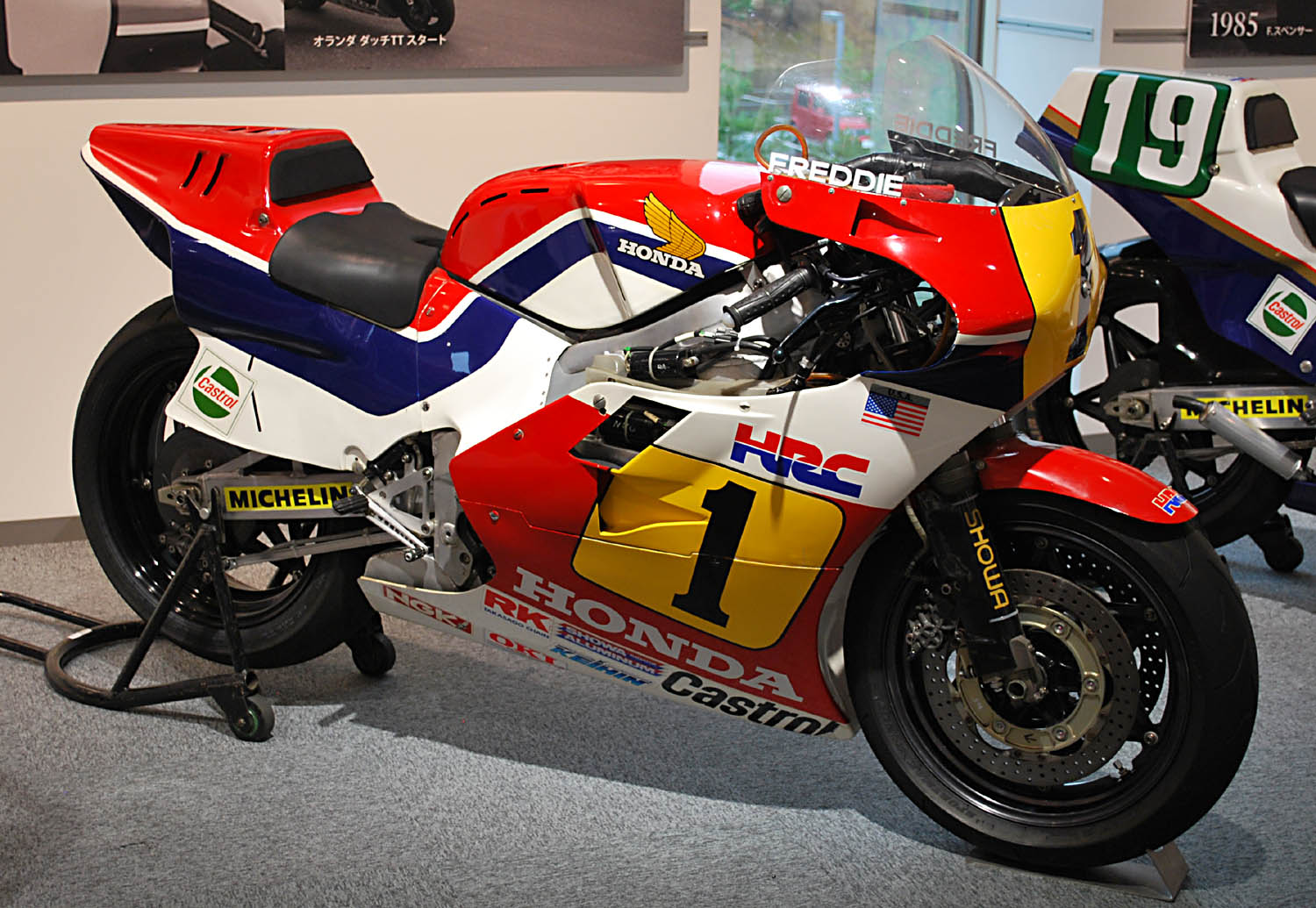
1984年 フレディ・スペンサー
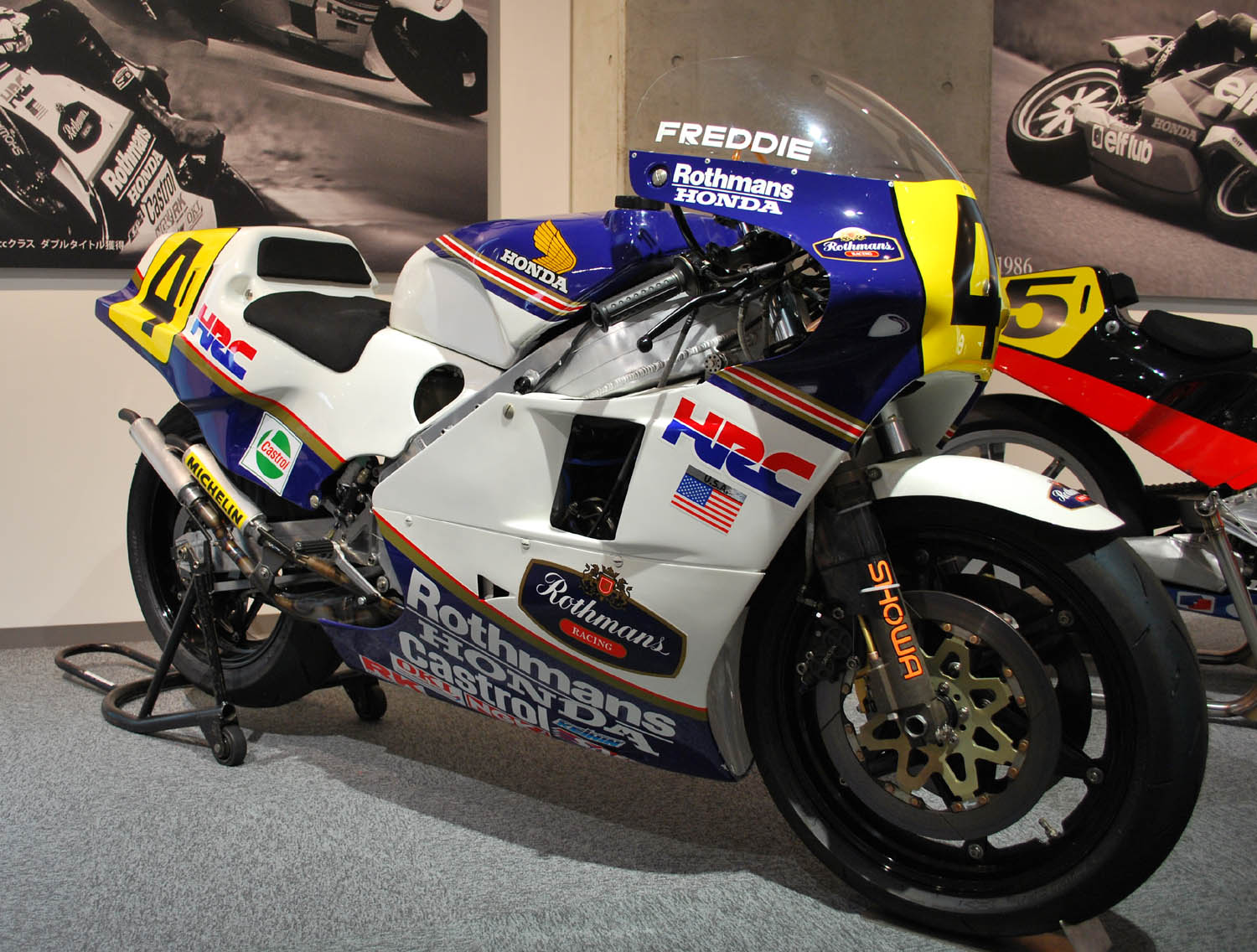
1985年 フレディ・スペンサー
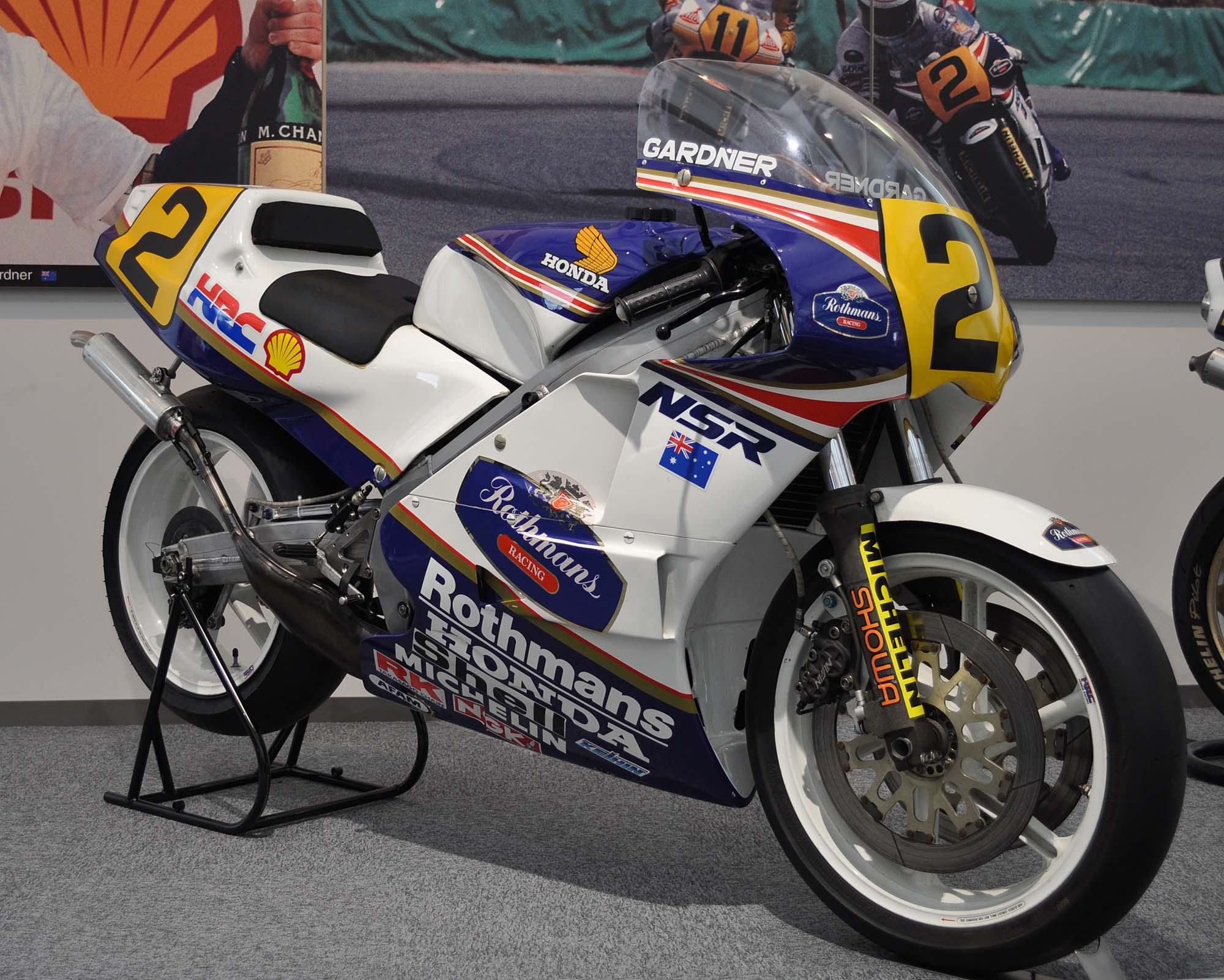
1987年 ワイン・ガードナー
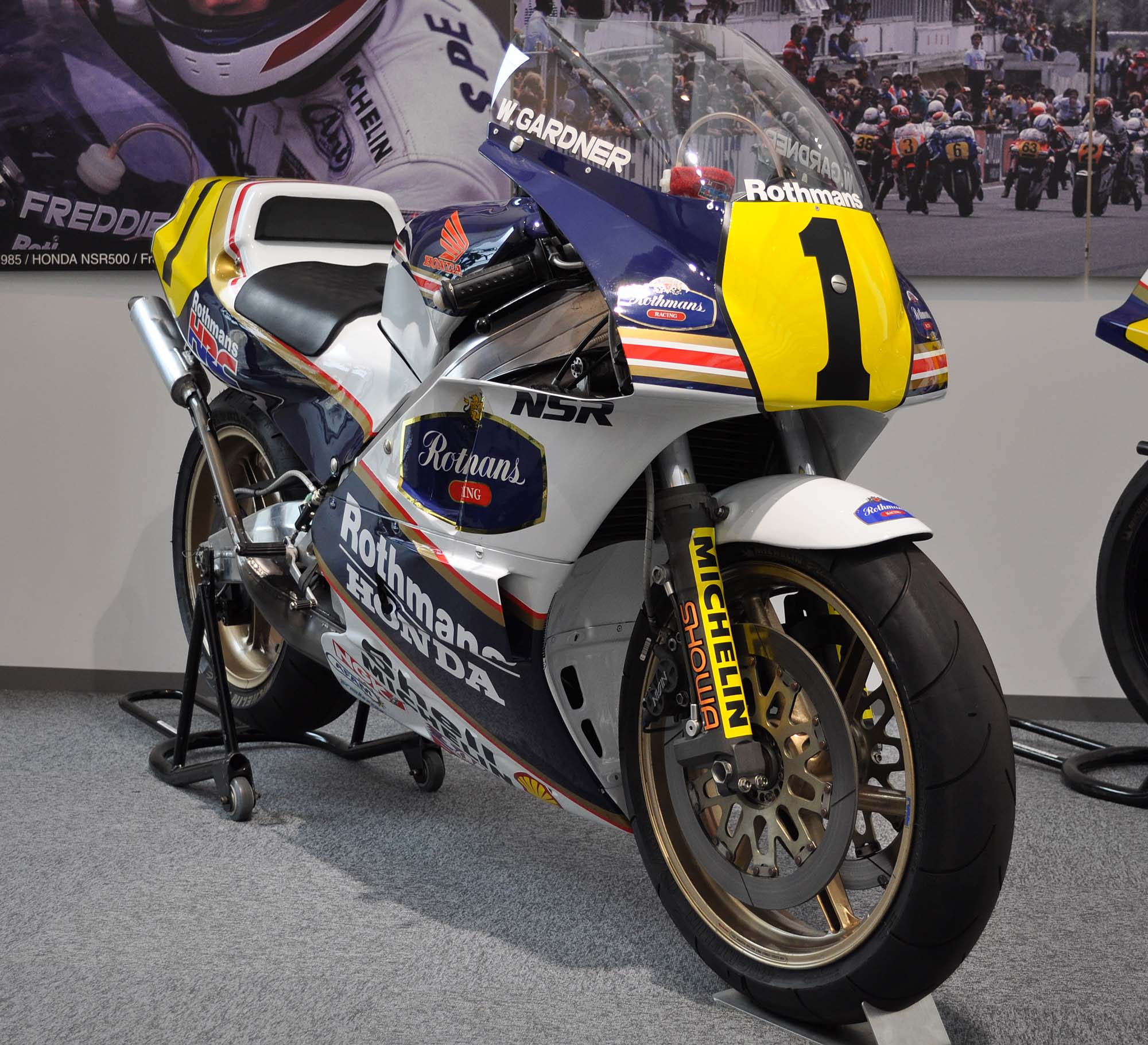
1988年 ワイン・ガードナー
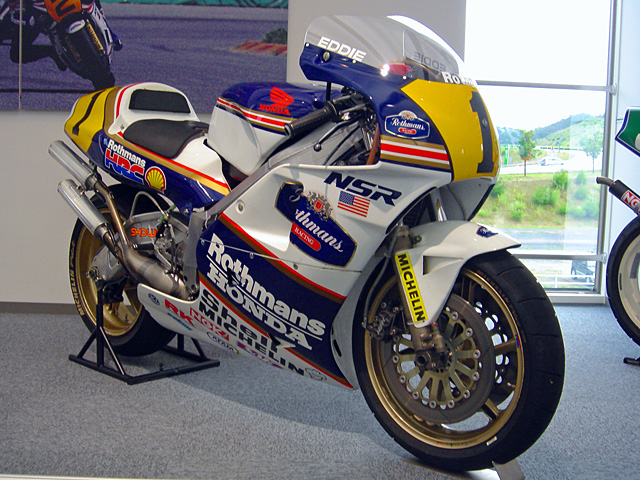
1989年 エディ・ローソン
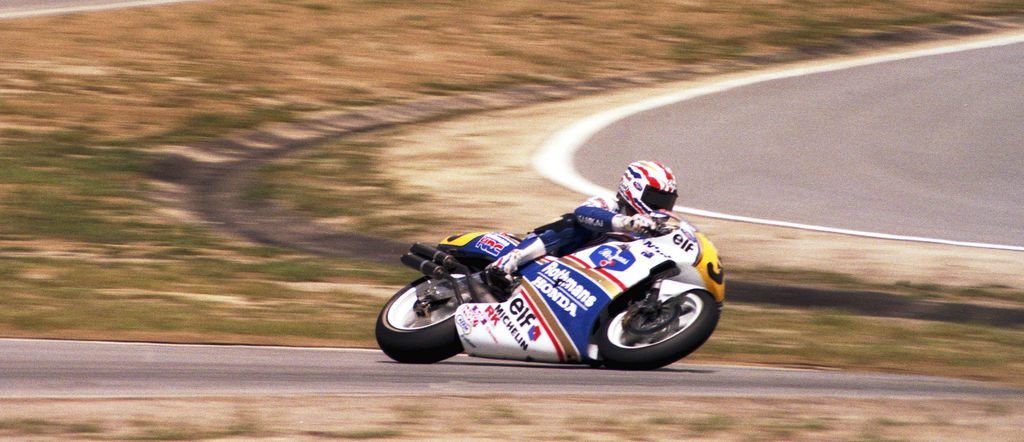
1989年 マイケル・ドゥーハン
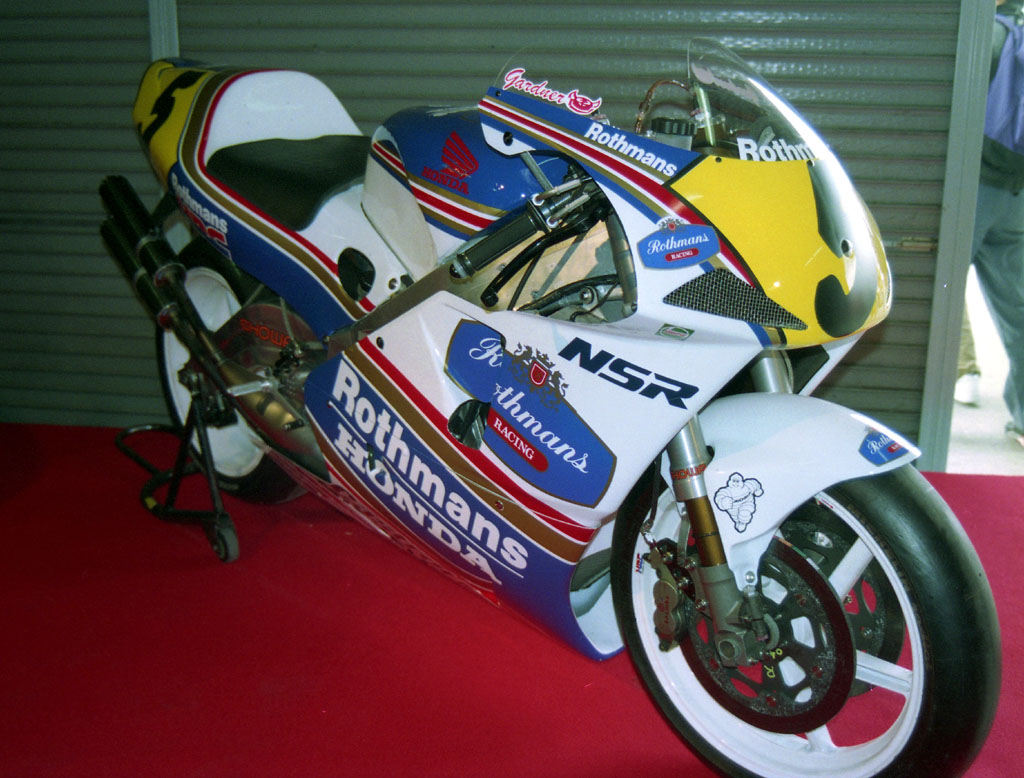
1992年 ワイン・ガードナー
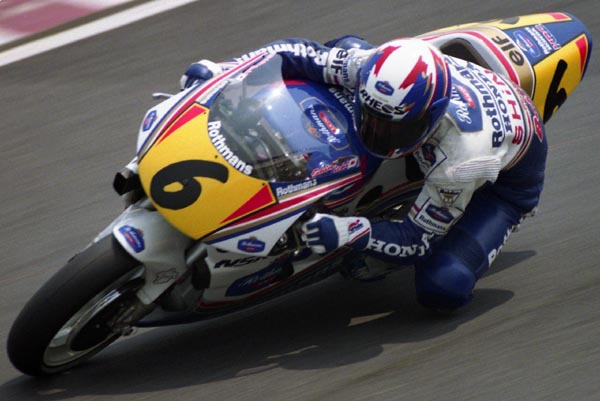
1993年 伊藤真一
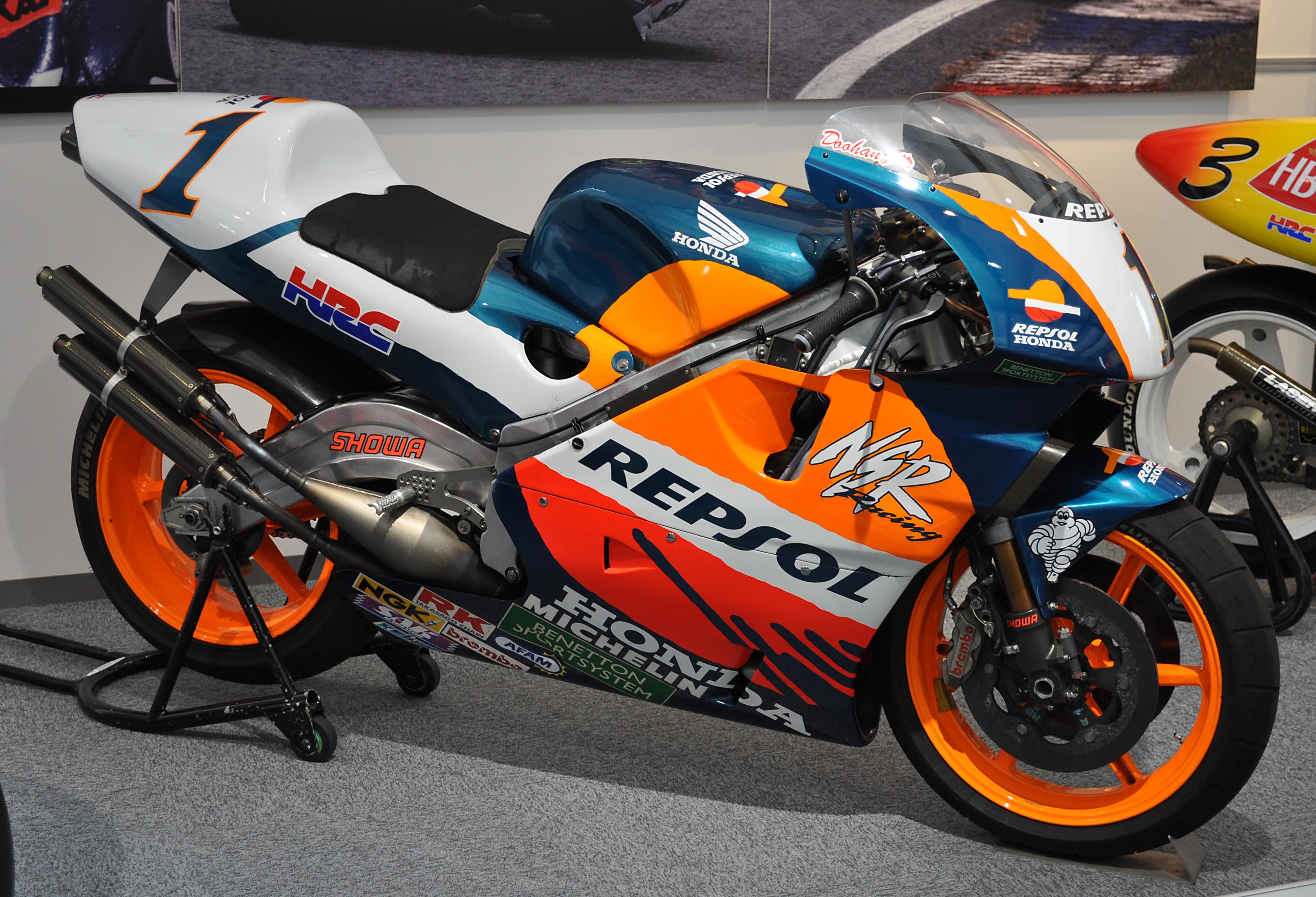
1995年 マイケル・ドゥーハン
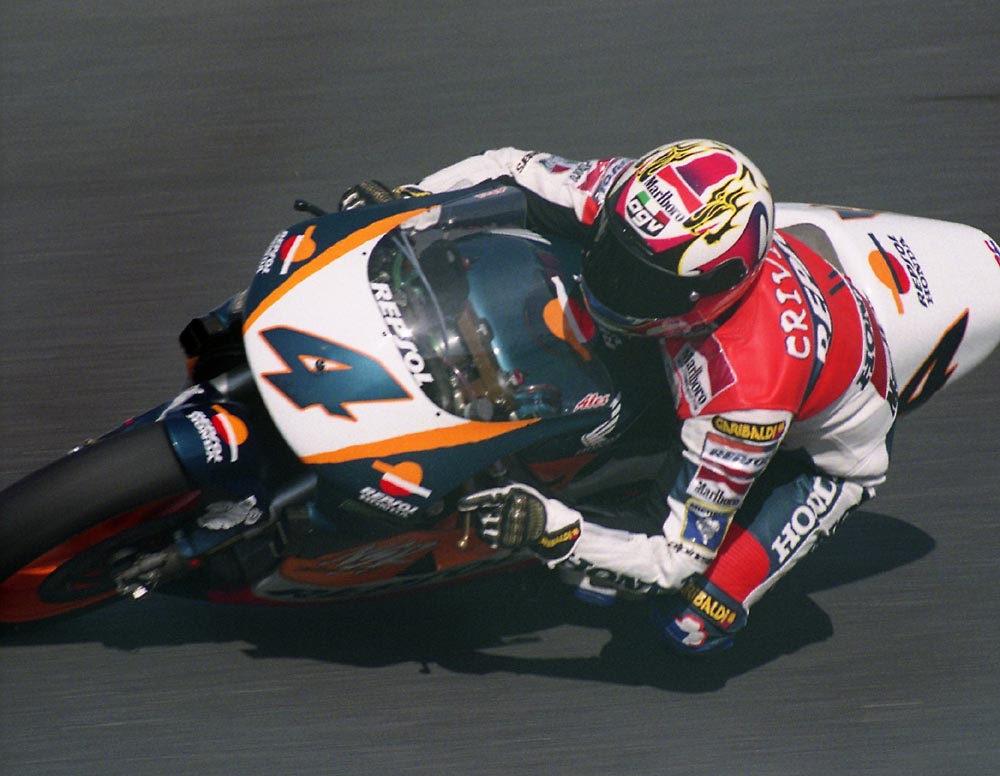
1996年 アレックス・クリビーレ
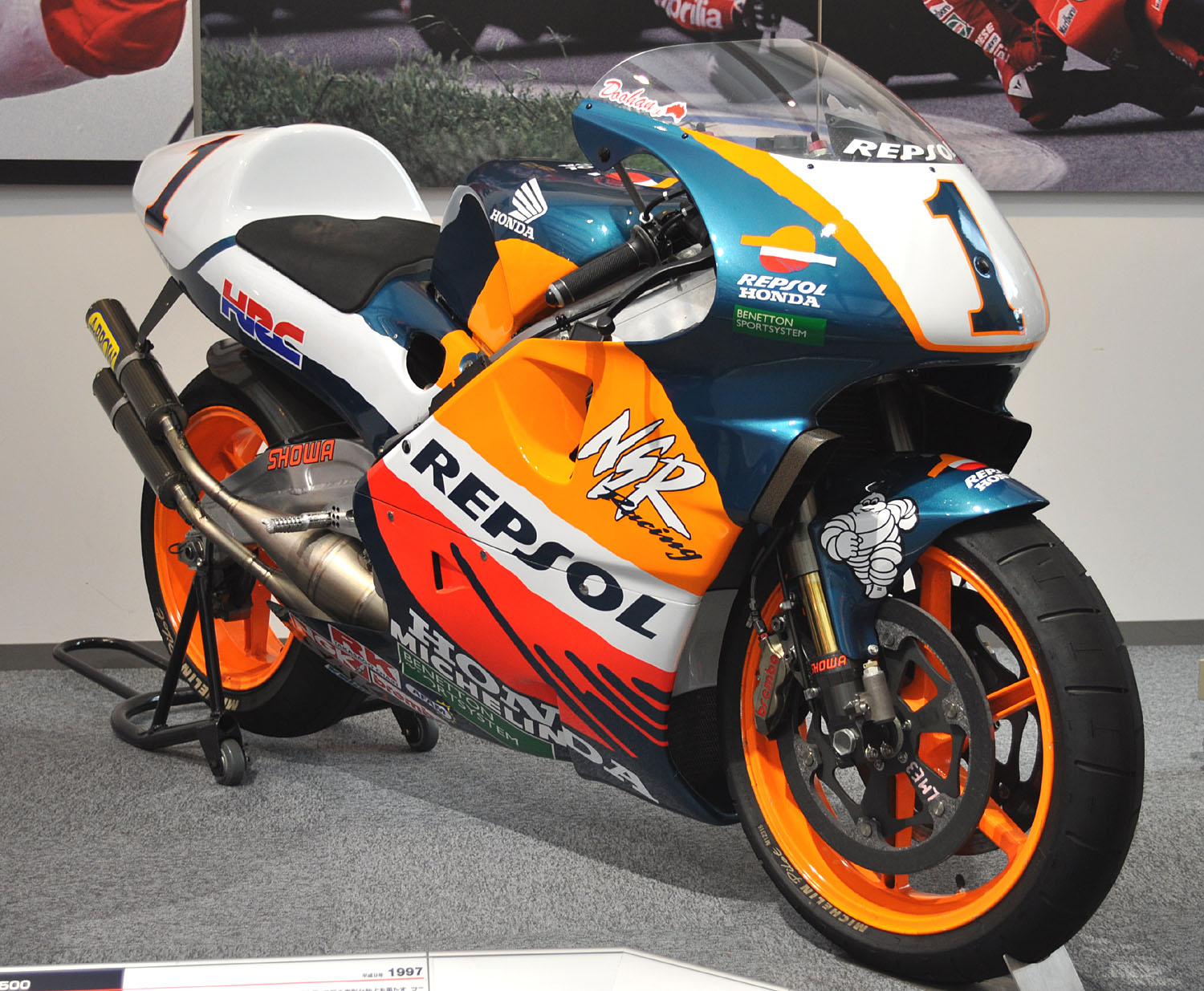
1997年 マイケル・ドゥーハン
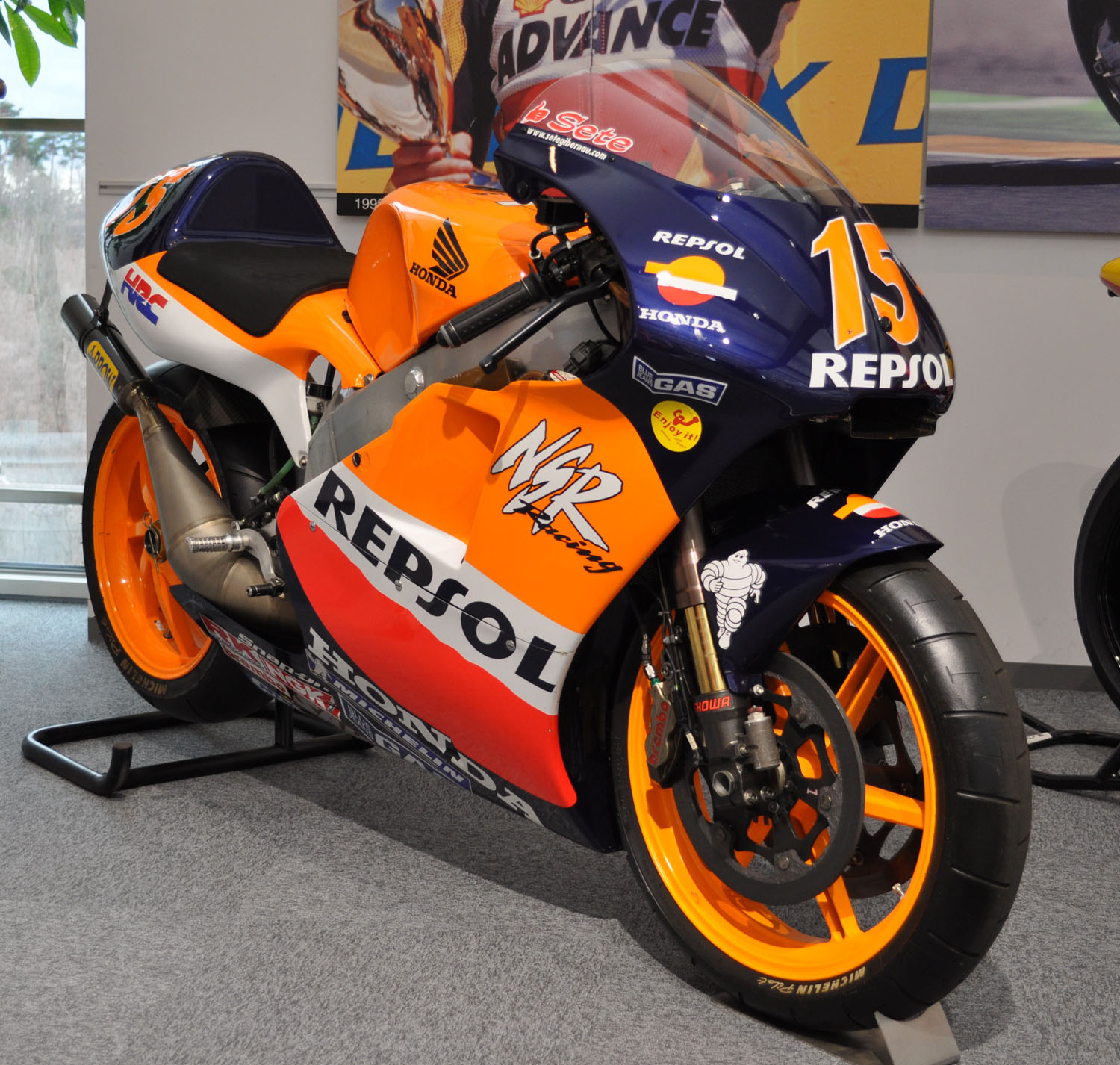
1999年 セテ・ジベルナウ

- RC211V（2002年 - 2006年）

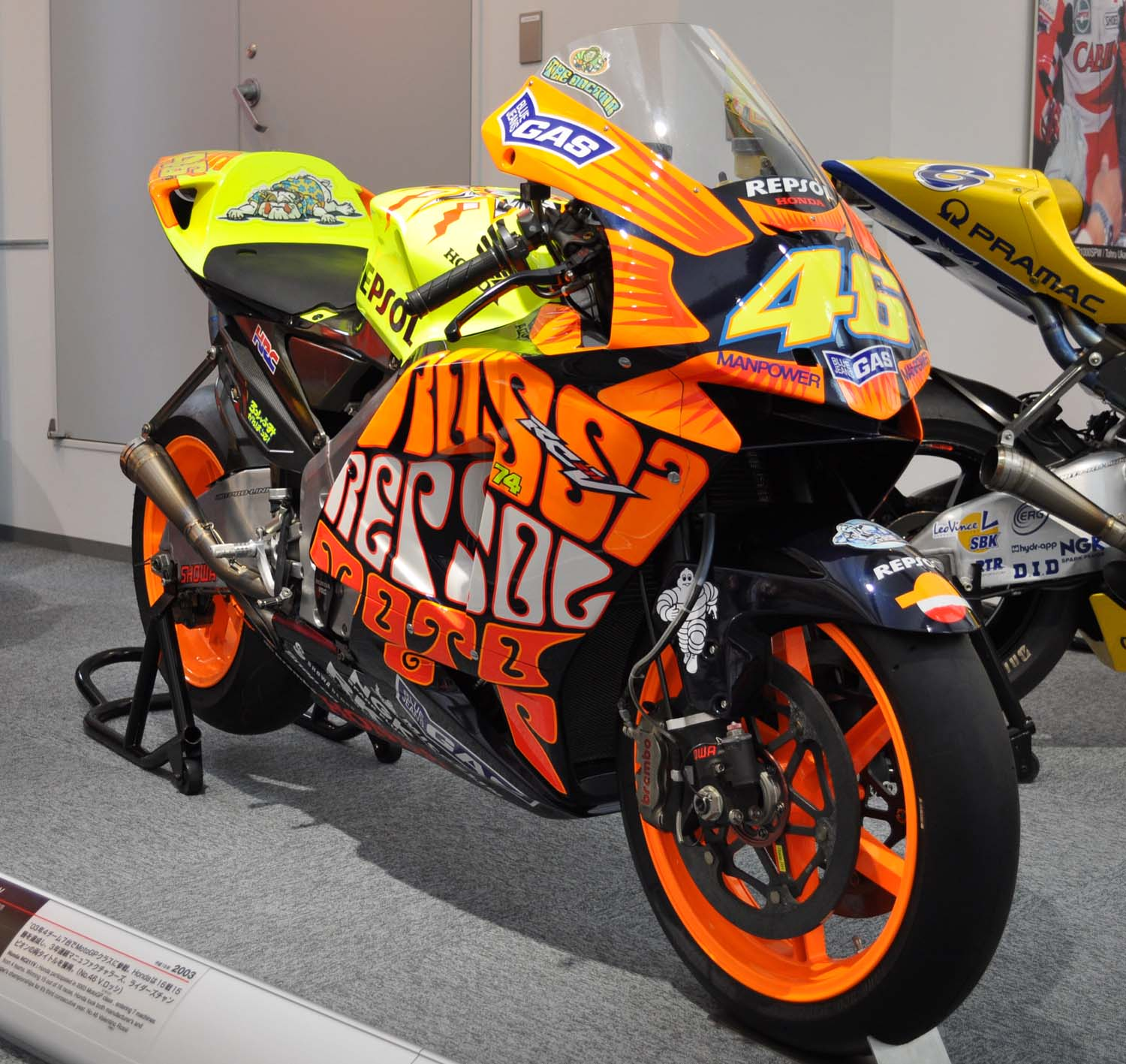
2003年 バレンティーノ・ロッシ
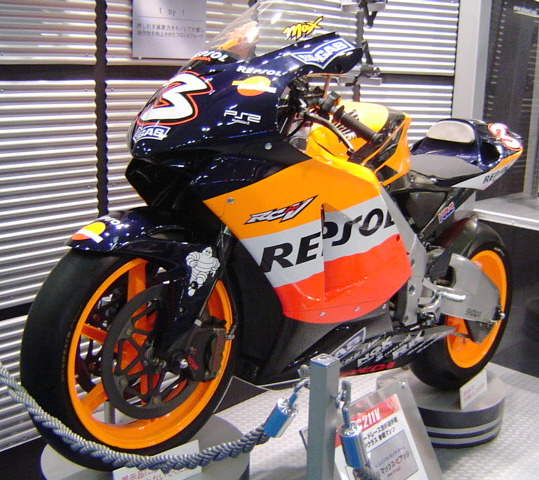
2005年 マックス・ビアッジ
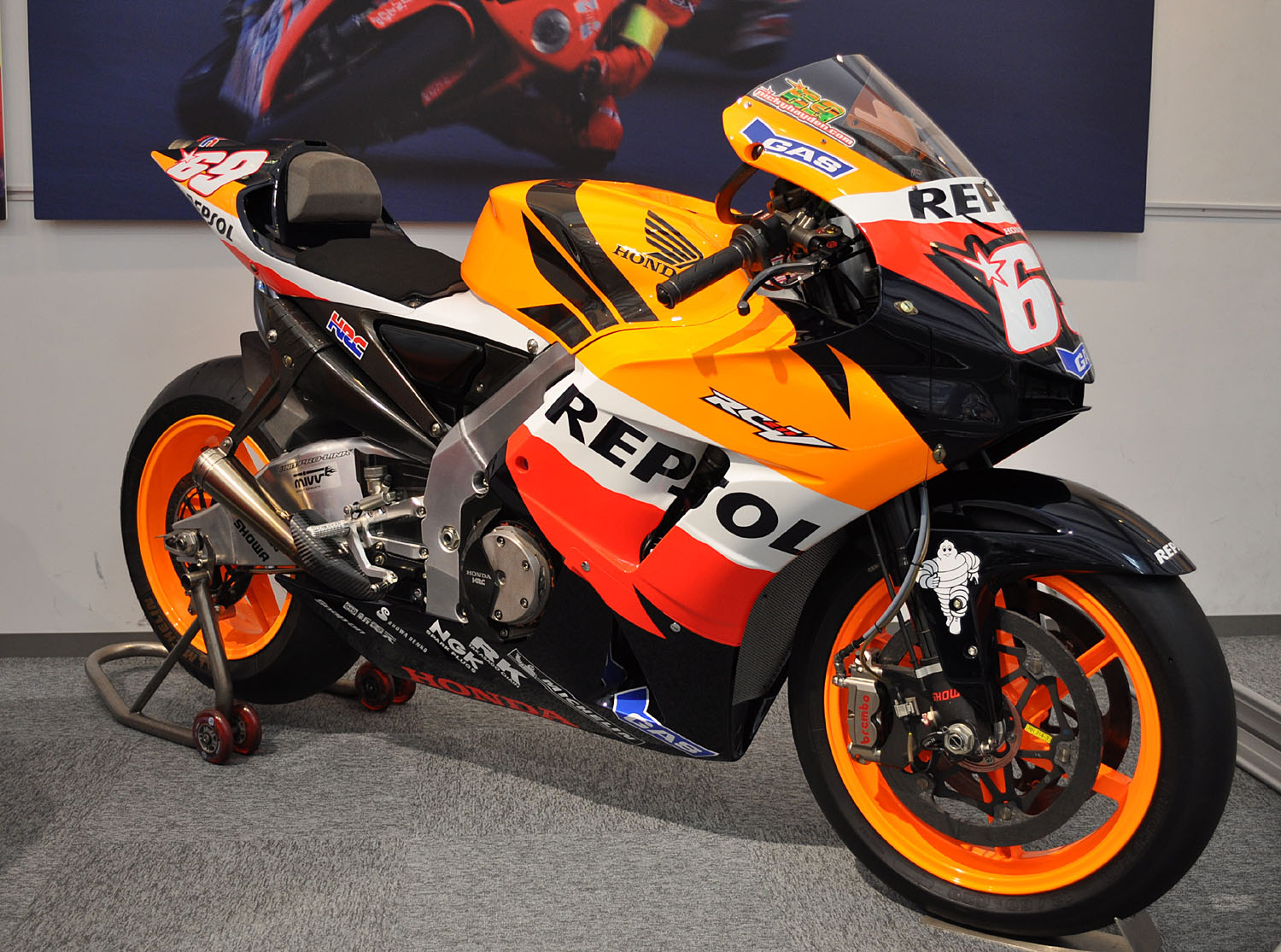
2006年 ニッキー・ヘイデン

- RC212V（2007年 - 2011年）

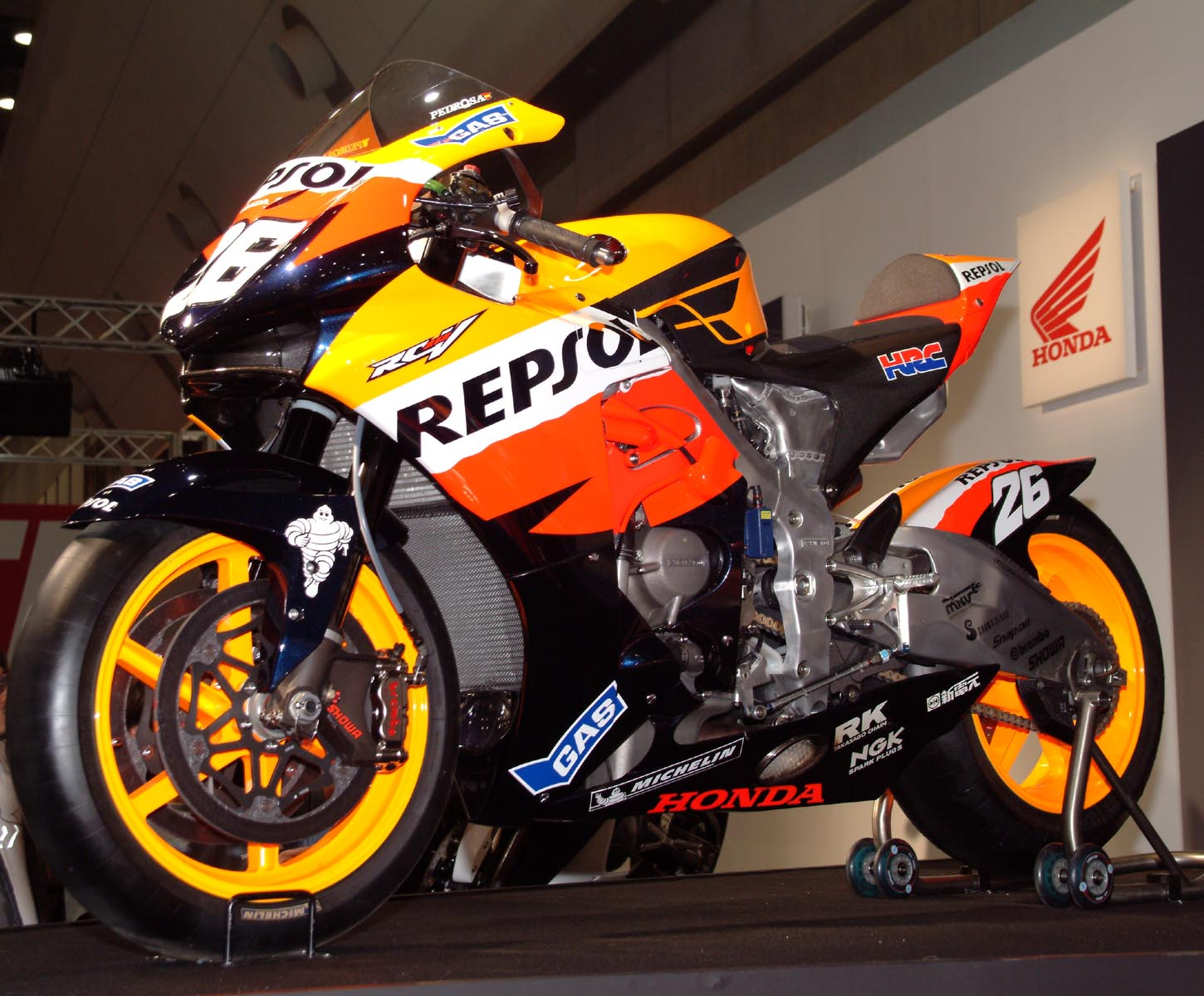
2007年 ダニ・ペドロサ
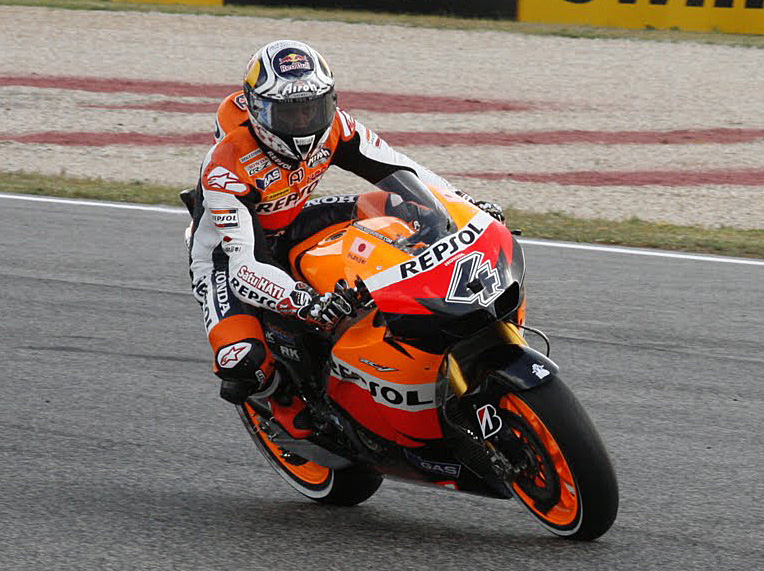
2011年 アンドレア・ドヴィツィオーゾ

- RC213V（2012年 - ）

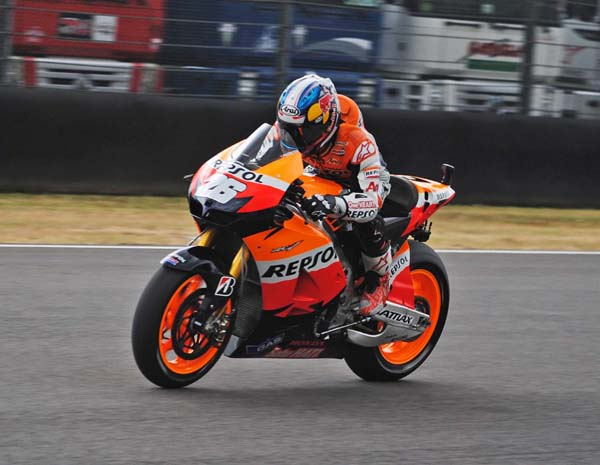
2012年 ダニ・ペドロサ
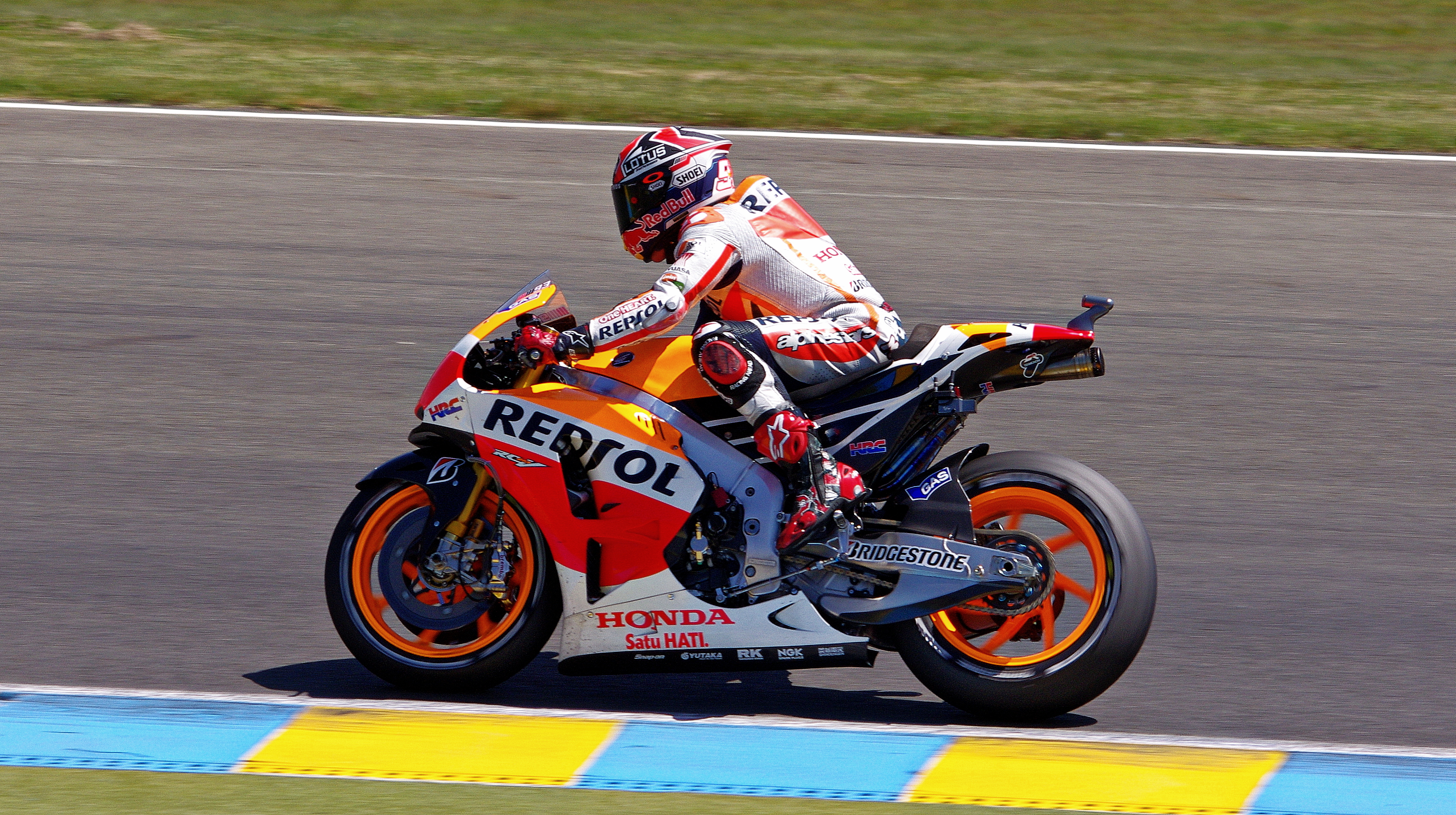
2014年 マルク・マルケス
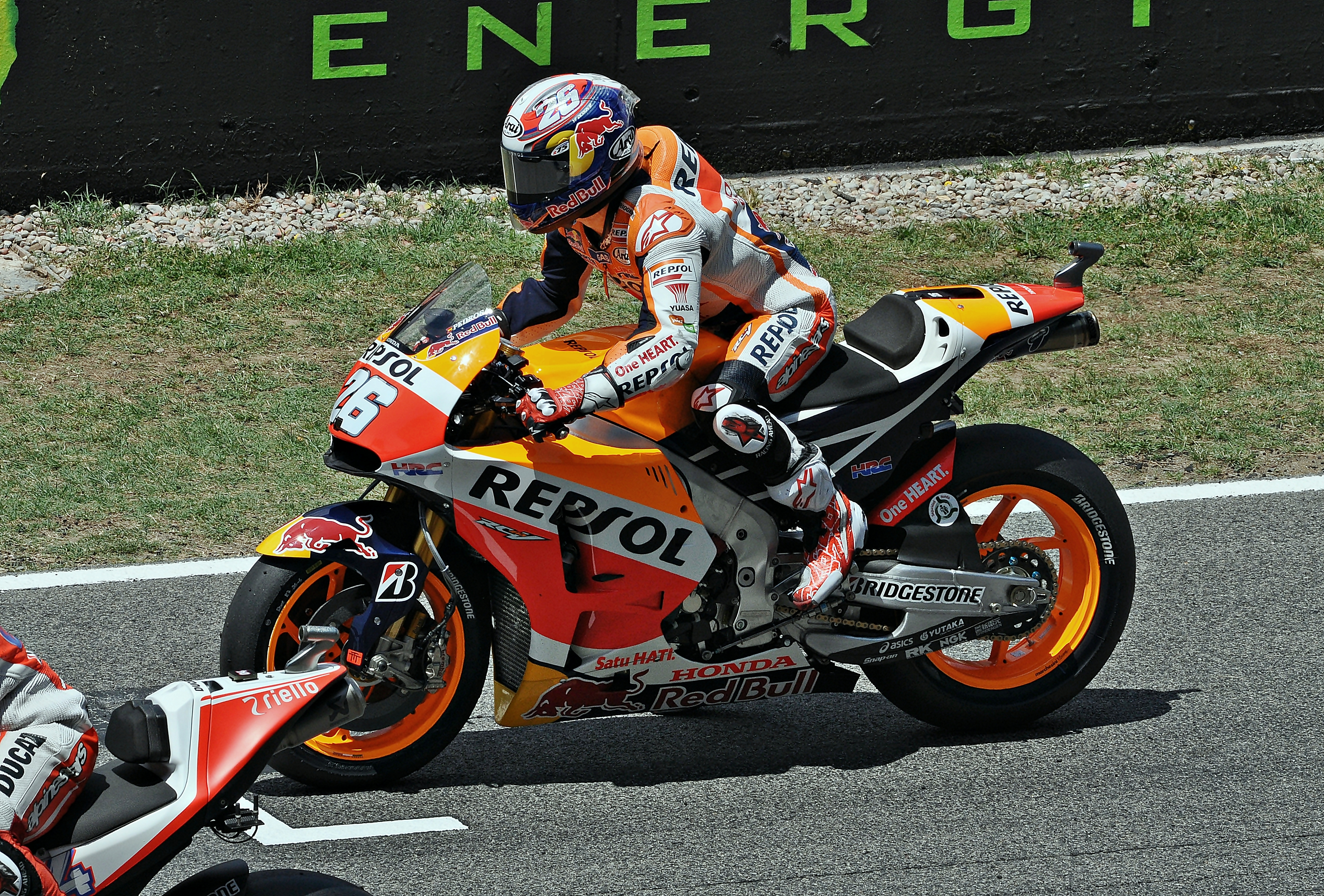
2015年 ダニ・ペドロサ
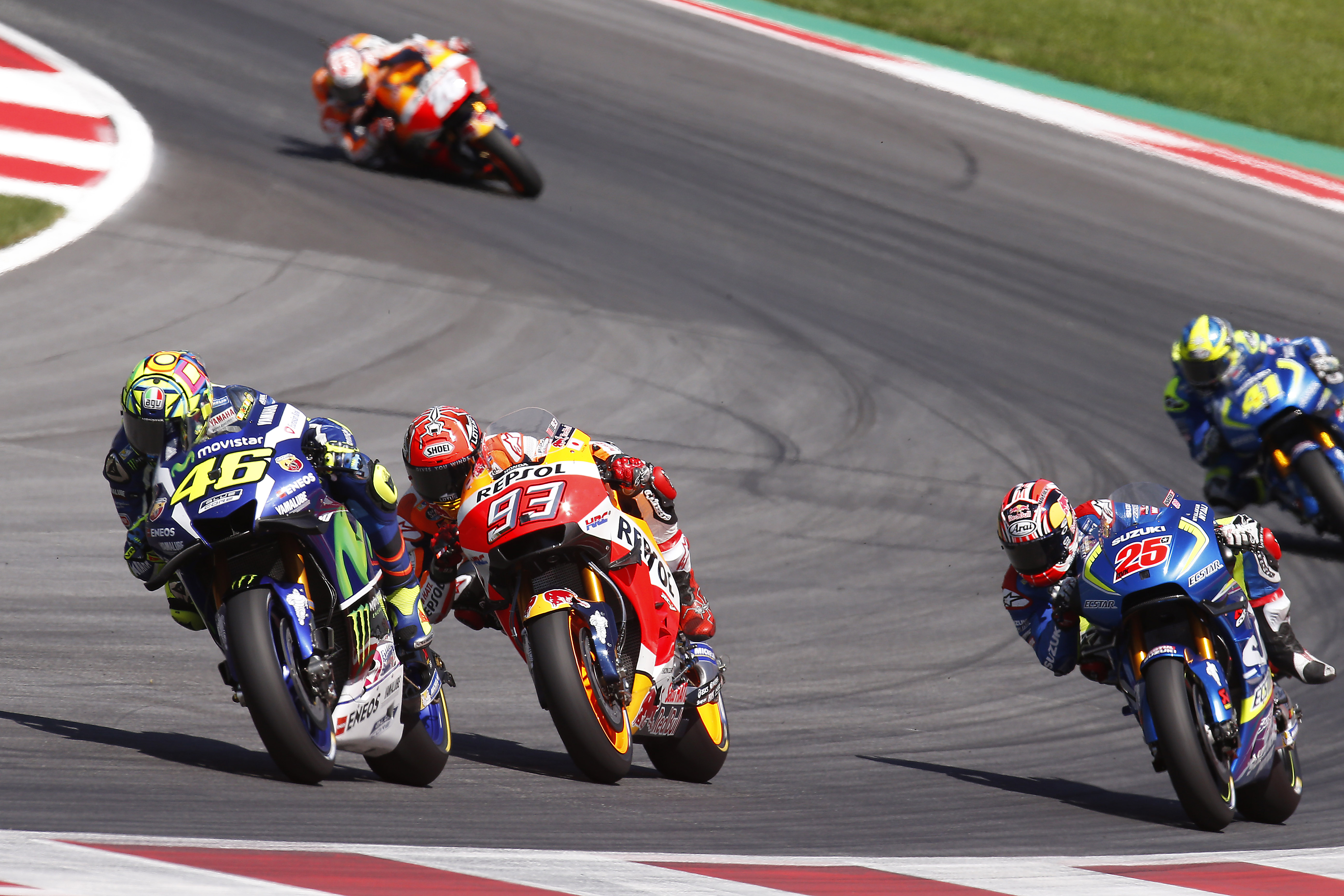
2016年 マルク・マルケス
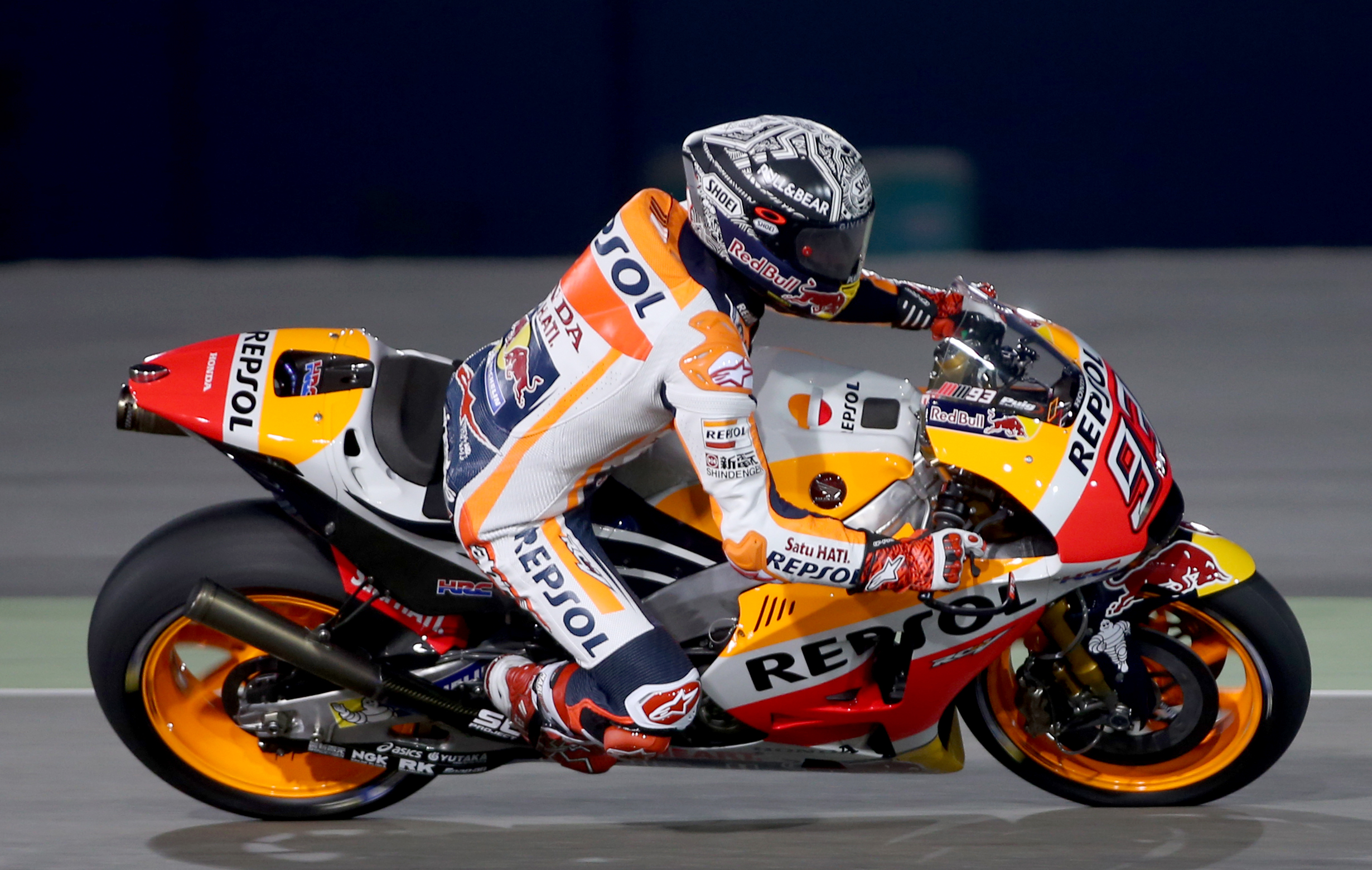
2017年 マルク・マルケス